# Grades de l'Armée de terre française

## Maréchaux de France
Placé tout en haut de la hiérarchie militaire, le titre de maréchal de France n'est pas un grade mais une dignité dans l’État. Il existait auparavant une dignité supérieure, celle de maréchal général. Le titre de maréchal de France ne peut être conféré selon la coutume qu'à un officier général ayant commandé victorieusement en temps de guerre.
Outre les sept étoiles portées sur l’uniforme, le symbole du maréchalat est le bâton de velours bleu parsemé d’étoiles sur lequel est écrit : « Terror belli, decus pacis » (Terreur en temps de guerre, honneur en temps de paix).
| Désignation        | Appellation              | Niveau de commandement habituel | Insignes |
| ------------------ | ------------------------ | ------------------------------- | -------- |
| Maréchal de France | « Monsieur le Maréchal » | armée                           |          |

## Officiers
Il existe un corps des officiers des armes, un corps des officiers du corps technique et administratif (CTA) et un corps des officiers du cadre spécial, qui ont les mêmes appellations ; ce  dernier corps est mis en extinction.

### Prédicat

#### Appellation et genre de l'officier
Lorsque l’officier est un homme, on s'adresse à lui en faisant précéder son grade de « mon » (abréviation de monsieur). Un officier féminin s'appelle directement par son grade. Un sous-lieutenant ou un aspirant sont appelés « mon lieutenant » ou « lieutenant » selon la règle précisée ci-dessus. Les appellations restent identiques, quel que soit le grade de la personne qui s'adresse à l'officier. Le règlement de discipline générale autorise d'appeler un subordonné directement par son nom.

#### Appellation d'adjudants et d'adjudants-chefs de la cavalerie
(janvier 2023).
Dans l’arme blindée et cavalerie (ABC), une tradition remontant à l’époque napoléonienne veut que les adjudant-chefs et adjudants soient appelés par la formule « mon lieutenant ». Cette tradition proviendrait du fait que, pendant les batailles meurtrières des campagnes de la Grande Armée, les sous-officiers supérieurs de la cavalerie prenaient le commandement lorsque tous les officiers subalternes avaient été tués au combat. Ils y auraient gagné cette appellation, entrée dans la tradition. Cet usage est consacré par les textes issus de l'École d'application de l'ABC. Il existe un débat de puristes pour savoir s'il ne convient pas de réserver cette appellation aux seuls sous-officiers exerçant la fonction de chef de peloton. Les mêmes puristes considèrent que cet usage ne s'appliquerait pas dans un régiment de chars de combat. En effet, cette subdivision de l’ABC (regroupant les chars de combat), née sous les auspices de l'artillerie (d'assaut) en 1917, qui a ensuite prospéré sous l'égide de l'infanterie, a été incorporée à l’ABC en 1943, bien après l'apparition de cet usage.

#### Appellation d'officiers par les civils
Une personne de la société civile n'a pas obligation d'utiliser le grade pour s'adresser à un officier. Par politesse, les hommes de la société civile peuvent s'adresser à un officier en l'appelant par son grade sans le faire précéder de « mon ».

### Officiers généraux
Le nom général vient de capitaine général, c’est-à-dire le capitaine qui commande toute l’armée.
Les officiers généraux des armes sont tous considérés comme « interarmes » : ils sont aptes à commander tout type de formation. Leurs fourreaux d’épaule sont exempts de tout insigne d’arme. Ils ont un uniforme comportant des boutons dorés, ornés d’un hausse-col chargé d’une étoile brochant un faisceau de verges surmonté d’un casque taré de face, et surbrochant un trophée de six drapeaux.
Les officiers généraux sont répartis en deux sections :
- la première section comprend les officiers généraux en activité, en position de détachement, en non-activité et hors cadre ;
- la deuxième section comprend les officiers généraux qui, n’appartenant pas à la première section, sont maintenus à la disposition du ministre de la Défense ; lorsqu’ils sont employés pour les nécessités de l’encadrement, ces officiers généraux sont replacés en première section pour une durée déterminée dans les conditions et selon les modalités fixées par décret en Conseil d'État ; le général « en 2e section » perçoit une pension de retraite calculée sur la base des annuités acquises, comme pour tout fonctionnaire.

Les officiers généraux peuvent être radiés des cadres en application d’une sanction disciplinaire, ce qui entraîne leur radiation de la première ou de la deuxième section des officiers généraux.
Le dernier grade de la hiérarchie militaire est général de division. Les généraux de corps d'armée et les généraux d'armée constituent des rangs (un général de division est élevé au rang et appellation de général de corps d'armée, puis éventuellement à celui de général d'armée).
| Désignation                                | Appellation                      | Niveau de commandement habituel | Insignes |
| ------------------------------------------ | -------------------------------- | ------------------------------- | -------- |
| Général d'armée Abréviation : GA           | mon général ou général (féminin) | armée                           |          |
| Général de corps d'armée Abréviation : GCA | mon général ou général (féminin) | corps d'armée                   |          |
| Général de division Abréviation : GDI      | mon général ou général (féminin) | division                        |          |
| Général de brigade Abréviation : GBR       | mon général ou général (féminin) | brigade                         |          |

### Officiers supérieurs
Note : sont représentés ci-dessous les galons de couleur dominante « or » en vigueur dans l’infanterie, l’artillerie, le génie, les transmissions, l’aviation légère de l’Armée de terre et les Spahis (cavalerie). Pour la cavalerie, le train, le matériel, les anciennes armes montées et les chasseurs (infanterie) dont la couleur dominante est l'argent, il convient d'inverser la couleur.
| Désignation | Appellation                            | Niveau de commandement habituel | Insignes |
| --- | -------------------------------------- | ------------------------------- | -------- |
| Colonel Abréviation : COL | mon colonel ou colonel (féminin)       | régiment                        |          |
| Lieutenant-colonel Abréviation : LCL | mon colonel ou colonel (féminin)       | régiment                        |          |
| Commandant chef de bataillon dans l’infanterie, le génie ou les transmissions chef d’escadrons dans la cavalerie chef d’escadron dans l’artillerie ou le train Abréviation : CDT, CBA, CES, CEN | mon commandant ou commandant (féminin) | bataillon ou groupe d’escadrons |          |

### Officiers subalternes
| Désignation                       | Appellation                             | Niveau de commandement habituel                              | Insignes |
| --------------------------------- | --------------------------------------- | ------------------------------------------------------------ | -------- |
| Capitaine Abréviation : CNE       | mon capitaine ou capitaine (féminin)    | compagnie, escadron, batterie, escadrille chef adj           |          |
| Lieutenant Abréviation : LTN      | mon lieutenant ou lieutenant (féminin)  | section ou peloton                                           |          |
| Sous-lieutenant Abréviation : SLT | mon lieutenant ou lieutenant (féminin)  | section ou peloton                                           |          |
| Aspirant Abréviation : ASP        | mon lieutenant ou lieutenant (féminin)  | section ou peloton.                                          |          |
| Élève-officier Abréviation : EO   | mon lieutenant ou lieutenant (féminin). | Élève en école : Polytechnique, ESM, EMIA, EMAC, EOFIA, EOR. |          |

### Élèves-officiers
Les insignes de grade des élèves officiers varient selon l'armée. Pour l'Armée de terre, les insignes diffèrent selon l'École de formation d'officiers considérée :
- École spéciale militaire de Saint-Cyr :
  -  Sous-lieutenant de 3e année au 1er bataillon de l'ESM de Saint-Cyr.
  -  Élève-officier de 2e année au 2e bataillon de l'ESM de Saint-Cyr.
  -  Élève-officier 1re année au 3e bataillon de l'ESM de Saint-Cyr.
- École militaire interarmes :
  -  Sous-lieutenant de 2e année à la 1re brigade de l'EMIA.
  -  Élève-officier de 1re année à la 2e brigade de l'EMIA.
- École militaire des aspirants de Coëtquidan :
  -  Aspirant[9] (durant le stage en corps de troupe[10], ils portent les galons d'aspirant ornés de l'attribut de l'arme correspondante).
  -  Élève-officier (pendant la formation militaire initiale).
  -  Élève-officier du Partenariat Grandes Écoles (pendant la formation militaire initiale).

## Sous-officiers
Note : sont représentés ci-dessous les galons de couleur dominante « or » en vigueur dans l’infanterie, l’artillerie, le génie, les transmissions, l’aviation légère de l’Armée de terre et les Spahis (cavalerie). Pour la cavalerie, le train, le matériel, les anciennes armes montées et les chasseurs (infanterie) dont la couleur dominante est l'argent, il convient d'inverser la couleur.
| Désignation | Appellation                                                                                           | Niveau de commandement habituel                 | Insignes |
| --- | --- | ----------------------------------------------- | -------- |
| Major Abréviation : MAJ | major                                                                                                 | section ou peloton                              |          |
| Adjudant-chef Abréviation : ADC | mon adjudant chef ou adjudant chef (féminin) mon lieutenant ou lieutenant (féminin) dans la cavalerie | section ou peloton                              |          |
| Adjudant Abréviation : ADJ | mon adjudant ou adjudant (féminin) mon lieutenant ou lieutenant (féminin) dans la cavalerie           | section ou peloton                              |          |
| Sergent-chef BM2 Pas un grade à proprement parler. Galon remis depuis le 7 septembre 2022 aux sergents-chefs titulaires du BM2 (ex-BSTAT) depuis le 1er juillet 2022. Maréchal des logis-chef (armes montées), Abréviation : SCH, MCH | chef                                                                                                  | groupe ou section                               |          |
| Sergent-chef Maréchal des logis-chef (armes montées), Abréviation : SCH, MCH | chef                                                                                                  | groupe et adjoint au chef de section ou peloton |          |
| Sergent Maréchal des logis (armes montées), Abréviation : SGT, MDL | Sergent Maréchal des logis                                                                            | groupe                                          |          |
| Élève sous-officier lors de son séjour à l’ENSOA. Abréviation : EVSO | Sergent à la sortie de l'ENSOA Élève sous-officier                                                    |                                                 |          |

Étymologiquement un major est le principal sous-officier.
Un adjudant est l'adjoint ou l’aide d’un officier. De l'espagnol ayudante, du verbe ayudar (« aider »), lui-même issu du latin adjutare, fréquentatif de adjuvare (« aider »).
Un sergent, du latin serviens, sert dans l’Armée.
Habituellement, un aspirant ou un sous-lieutenant (chefs de section), qui sont des officiers débutants, ont pour adjoint un adjudant ou même un adjudant-chef, qui sont des sous-officiers expérimentés. Alors qu’un lieutenant qui commence à prendre de l’expérience a pour adjoint un chef, qui se forme à commander une section.
Le grade de sergent-major, non attribué depuis 1976, était compris entre les grades de sergent-chef et d'adjudant. Le dernier sergent-major a pris sa retraite en 1985.

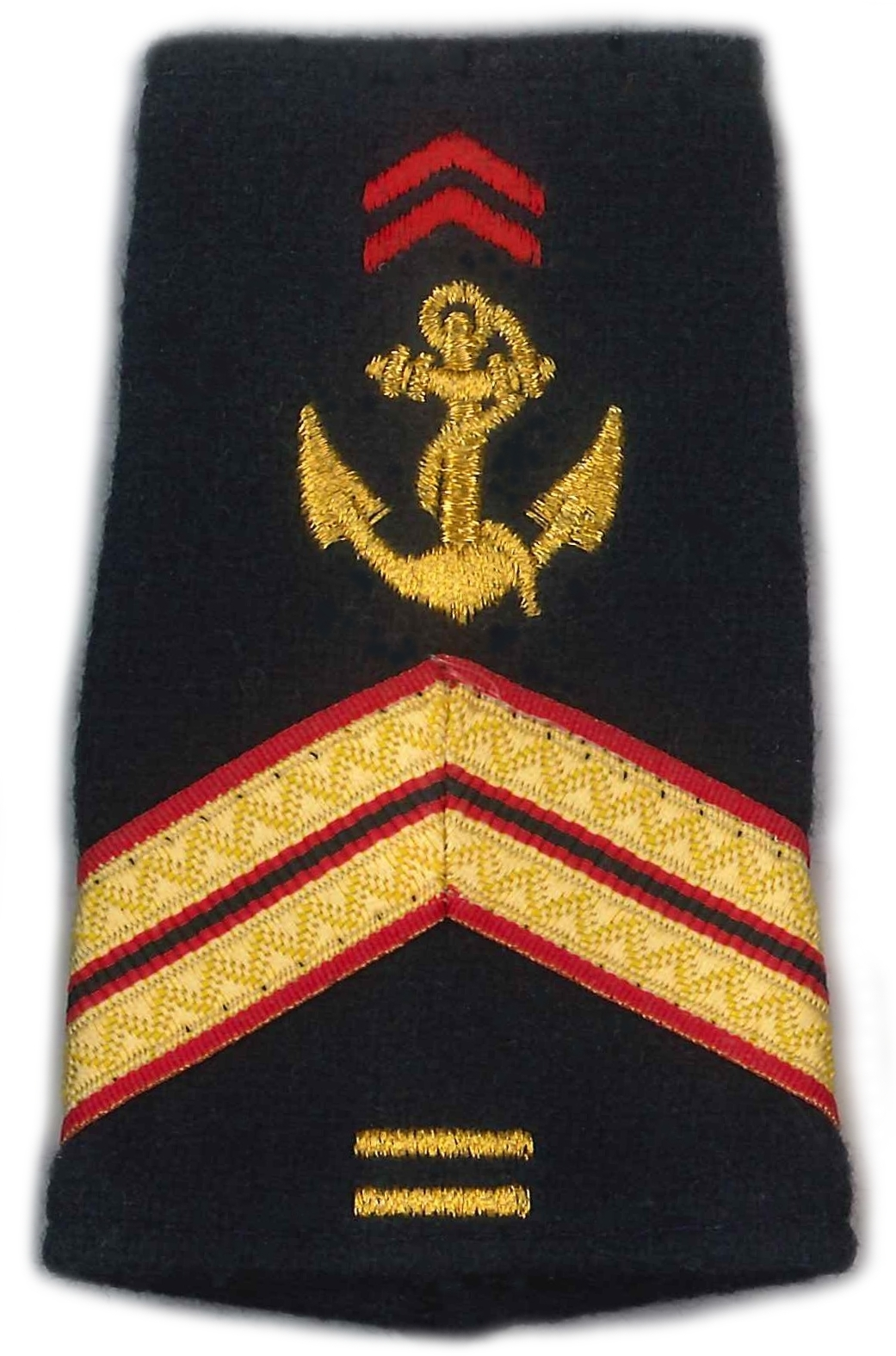
Sergent des Troupes de marine.
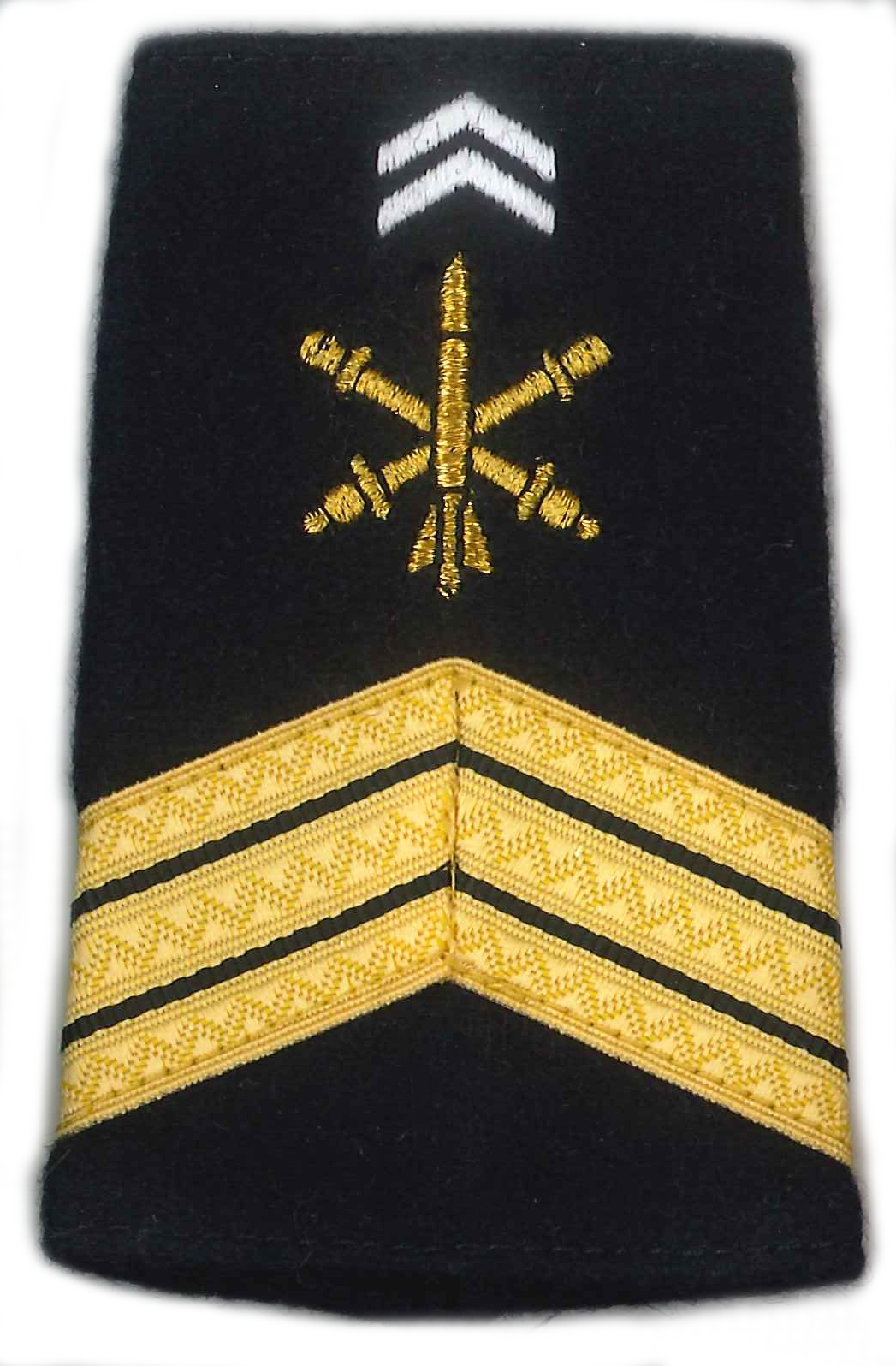
Maréchal des logis-chef du 93e régiment d'artillerie de montagne.
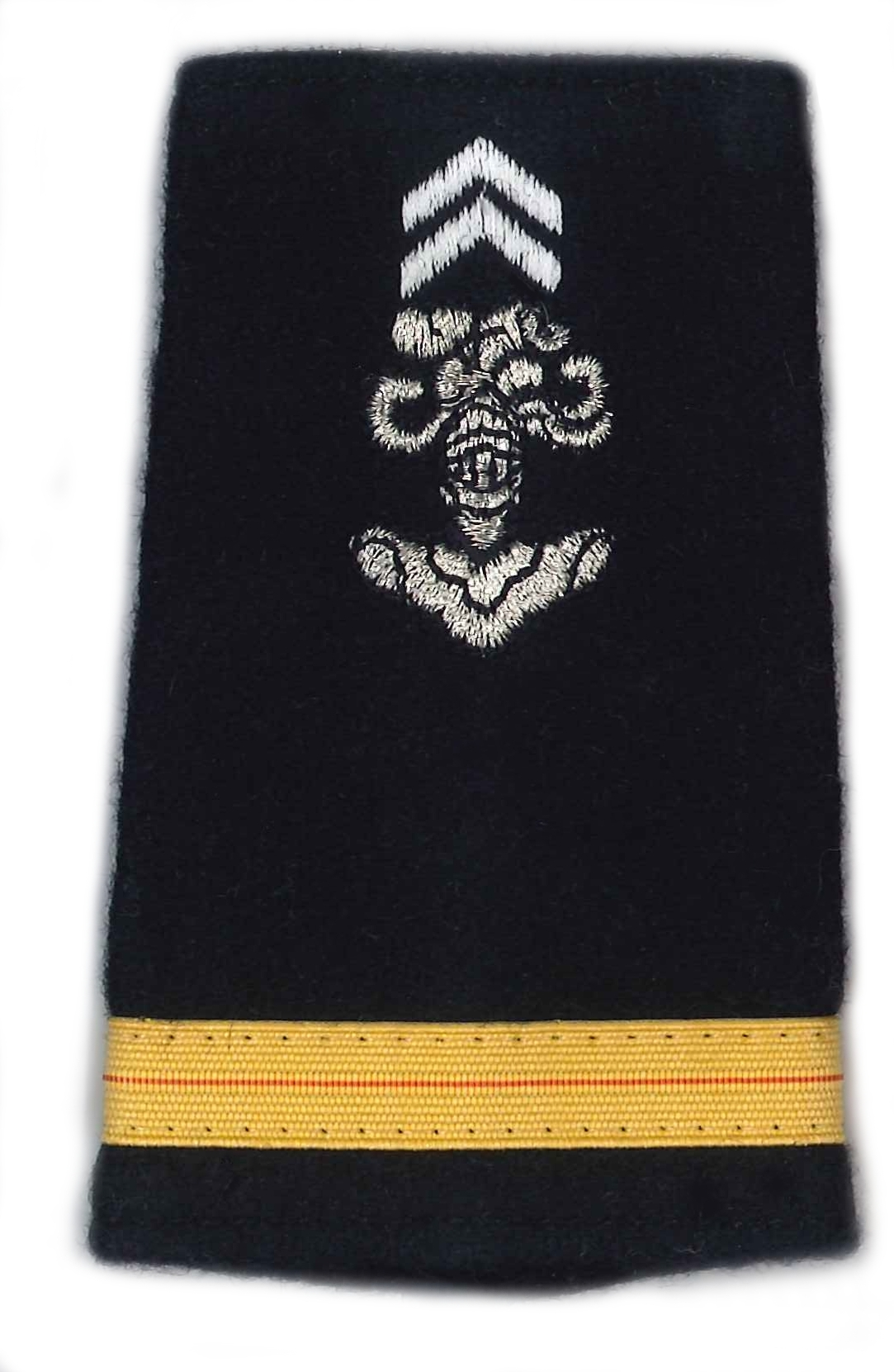
Adjudant des dragons.
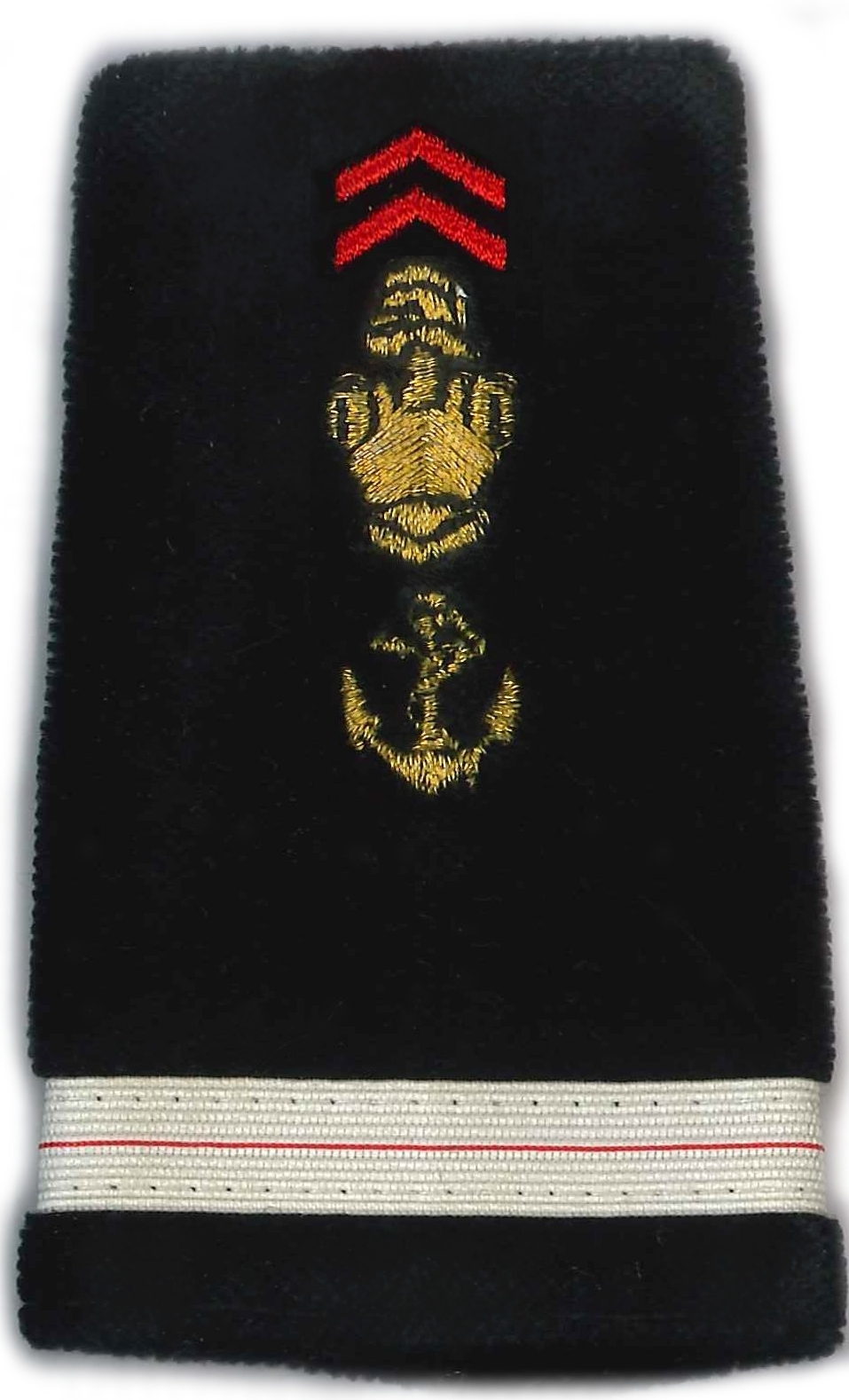
Adjudant du 6e régiment du génie.
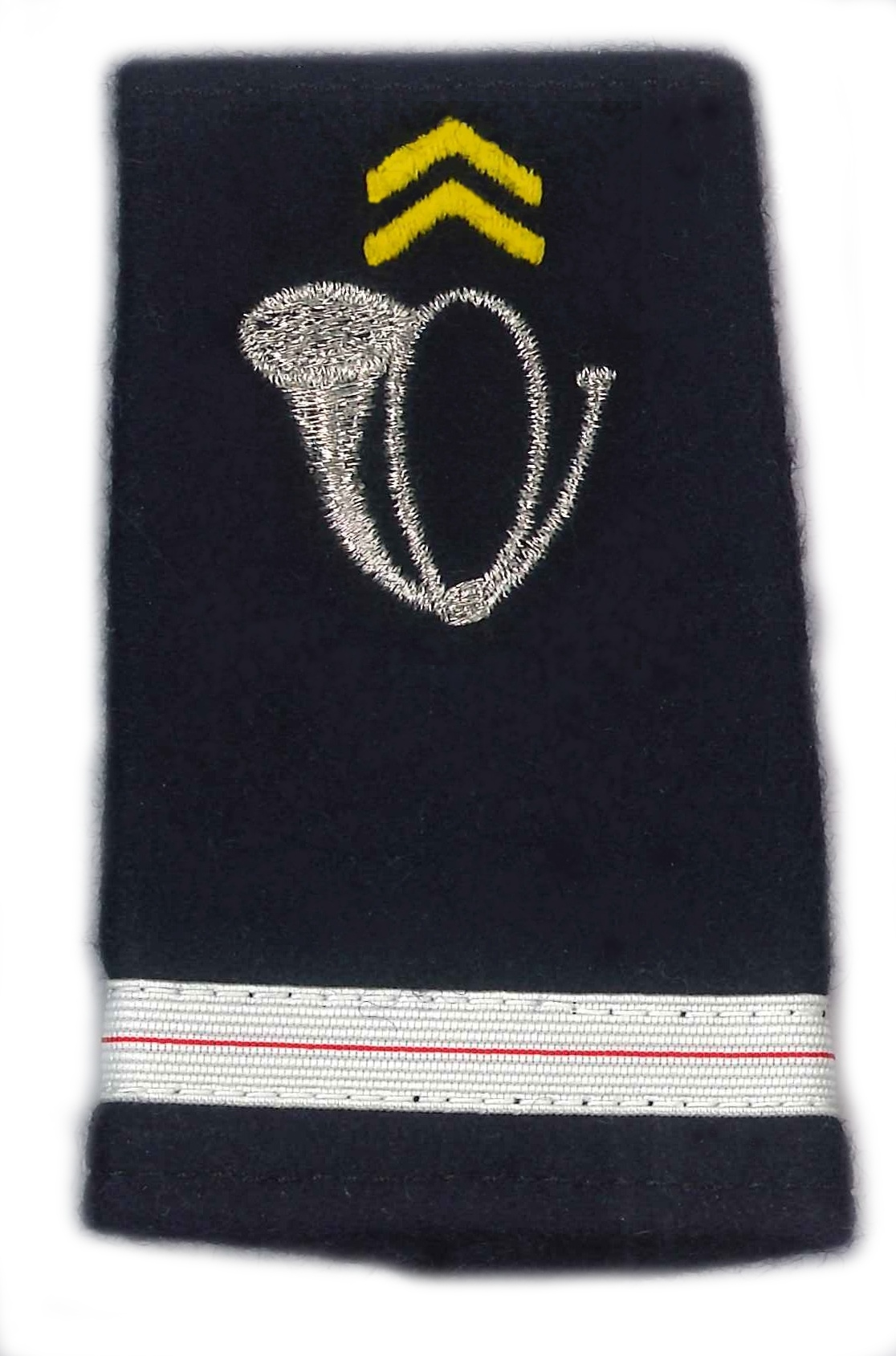
Adjudant-chef des chasseurs.
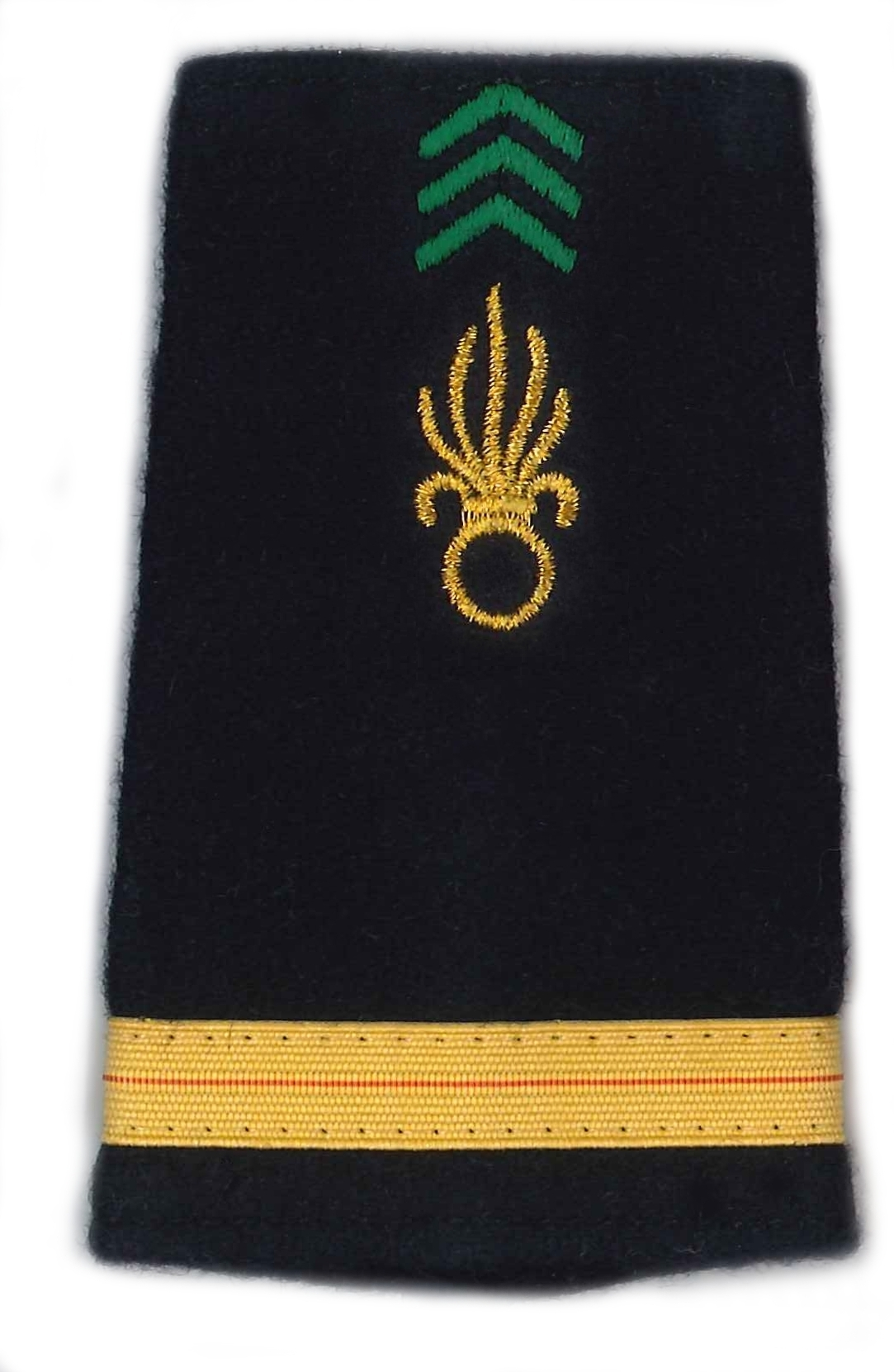
Adjudant-chef de la Légion étrangère.
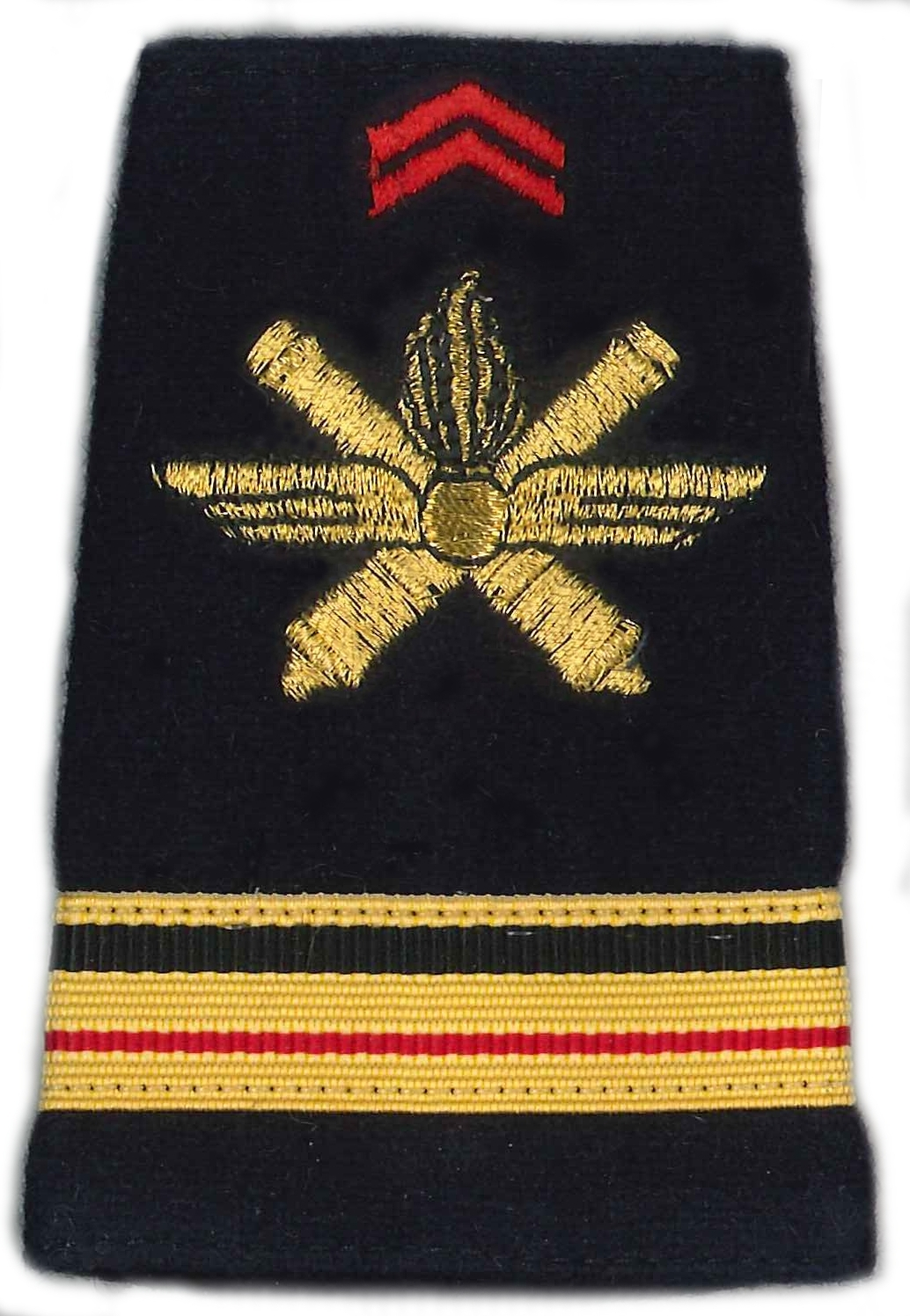
Major du 402e régiment d'artillerie.

## Militaires du rang
La couleur des galons « cul de dé » des militaires du rang est différente suivant l'arme ou le service :
- Garance : infanterie, train, service de santé, groupe de spécialité état-major, commissariat de l'Armée de terre[N 2] et zouaves[N 3].
- Écarlate : troupes de marine, artillerie, groupes géographiques, génie, ALAT, musiques.
- Jonquille : tirailleurs, chasseurs à pied et alpins, parachutistes de choc, commandos de choc, chasseurs d'Afrique , spahis.
- Orange : chasseurs parachutistes (fourreaux d'épaule proches de ceux de l'armée de l'air).
- Bleu ciel : transmissions.
- Bleu clair : matériel.
- Bleu foncé : cuirassiers, dragons, hussards, chasseurs métropolitains.
- Vert légion : légion étrangère.
- Vert foncé : chars de combat.

| Désignation | Appellation                           | Niveau de commandement habituel                                           | Insignes |
| --- | ------------------------------------- | ------------------------------------------------------------------------- | -------- |
| Caporal-chef de première classe Distinction créée en 1999. Abréviation : CC1, BC1                                                                               | caporal-chef / Brigadier-chef         | Trinôme (très rare) ou groupe                                             |          |
| Caporal-chef ou Brigadier-chef (armes montées) Abréviation : CCH, BCH                                                                                           | caporal-chef / Brigadier-chef         | Trinôme ou groupe                                                         |          |
| Caporal ou Brigadier (armes montées) Abréviation : CPL, BRI | caporal / Brigadier                   | Trinôme                                                                   |          |
| Soldat de de première classe. Officiellement, il s’agit d’une distinction et non d’un grade. Abréviation : 1CL                                                  | soldat, première classe ou par le nom | Pas de commandement sauf cas spéciaux (fonction de caporal ou brigadier). |          |
| Soldat Abréviation : SDT Alpin Cavalier Canonnier Chasseur Conducteur Cuirassier Dragon Hussard Légionnaire Marsouin Musicien Sapeur Servant Spahi Transmetteur | soldat ou par le nom                  | Pas de commandement                                                       |          |

- Caporal chef (ou brigadier chef) : en 1754 avait été créée la spécialité de fourrier qui était occupée par des hommes du grade de caporal ou sergent. Avec la Première Guerre mondiale, le caporal-fourrier disparaît pour être remplacé par le grade de caporal-chef qui perdure encore.
- Caporal (ou brigadier) : il est à la tête de plusieurs hommes (une escouade[pas clair]). Au XVe siècle, le caporal est un chef dizenier (chef d’une dizaine d’hommes). Gradé d’un rang inférieur dont le nom provient de l’italien capo la tête qui a pour origine le mot latin caput, qui a donné aussi celui de capitaine. Un temps premier grade des sous-officiers, c’est à partir d’une instruction administrative de 1821 qu’il est rattaché à la catégorie des hommes de troupe.
- Soldat : pas d’insigne de grade, pas de commandement. Selon l’arme dont il relève il est soldat (infanterie), alpin (infanterie alpine - plus de régiment depuis 1994), légionnaire (Légion étrangère), Marsouin (infanterie de marine, anciennement infanterie coloniale), canonnier (artillerie), Bigor (artillerie de marine anciennement artillerie coloniale), sapeur (génie, qui inclut les sapeurs-pompiers de Paris), chasseur (chasseurs à pied, chasseurs alpins, chasseurs à cheval), dragon, cuirassier, hussard ou cavalier (cavalerie), transmetteur (transmissions), conducteur (train des équipages), servant (matériel), gendarme adjoint (gendarmerie).

Familièrement, l'insigne de soldat est appelé « moquette », « gazon » ou « pelouse » car le carré de velcro qui fixe le galon de poitrine à la tenue de combat est vide. Le règlement militaire interdit de désigner les soldats par le terme de deuxième classe. Seule la désignation première classe est autorisée, pour les soldats concernés.
À ces chevrons s’ajoutaient des distinctions pour différencier les engagés (présence d'un liseré) des appelés, ainsi que des brisques pour l’ancienneté.
Le grade de maître ouvrier était situé entre le grade de soldat et celui de caporal. Le maître ouvrier portait un galon de caporal, sur une seule manche. Ce grade a existé uniquement dans les armes du génie, des transmissions et du matériel. Le surnom attribué au maître ouvrier était « caporal jusqu'à midi ».

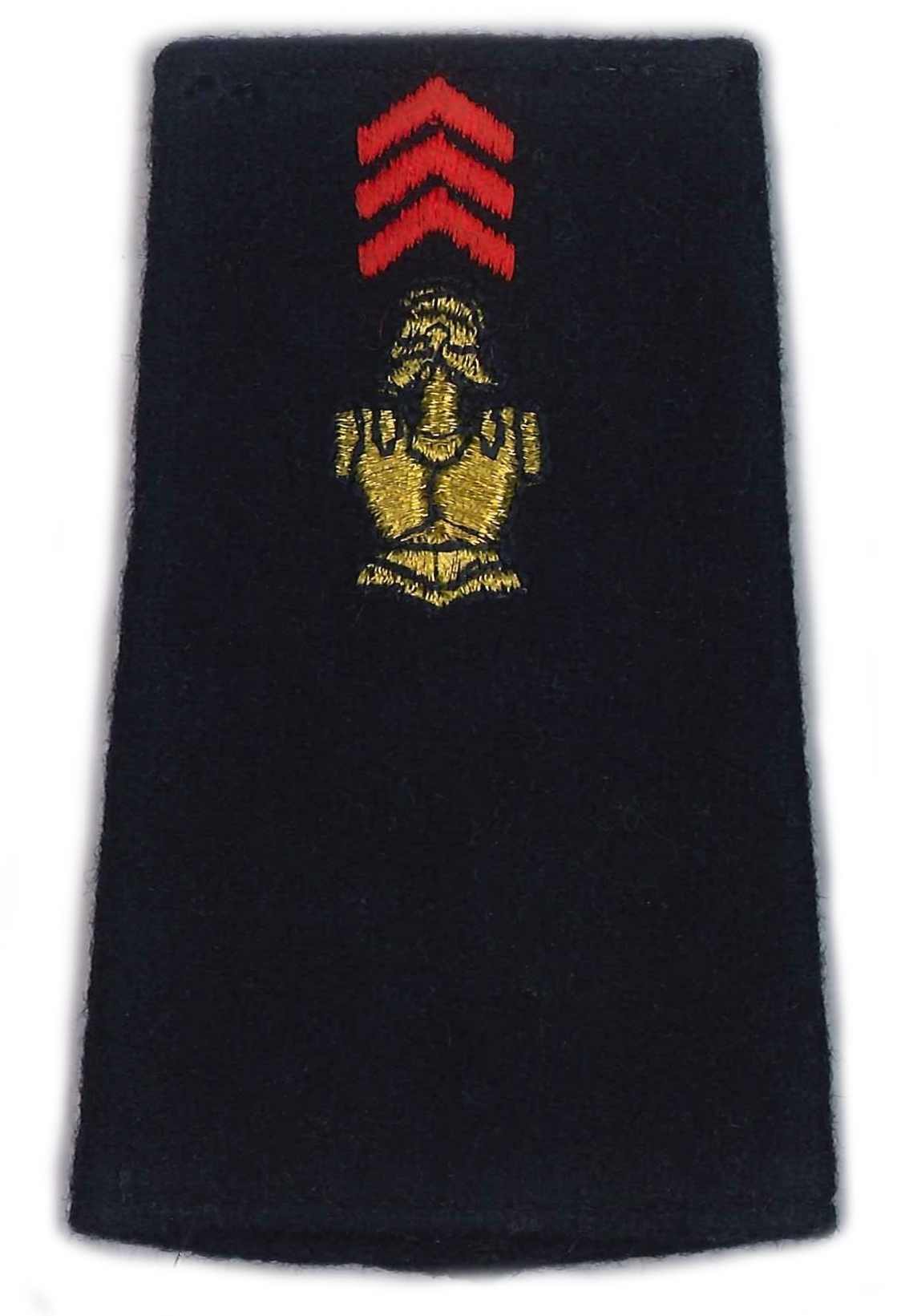
Sapeur du 17e régiment du génie parachutiste.
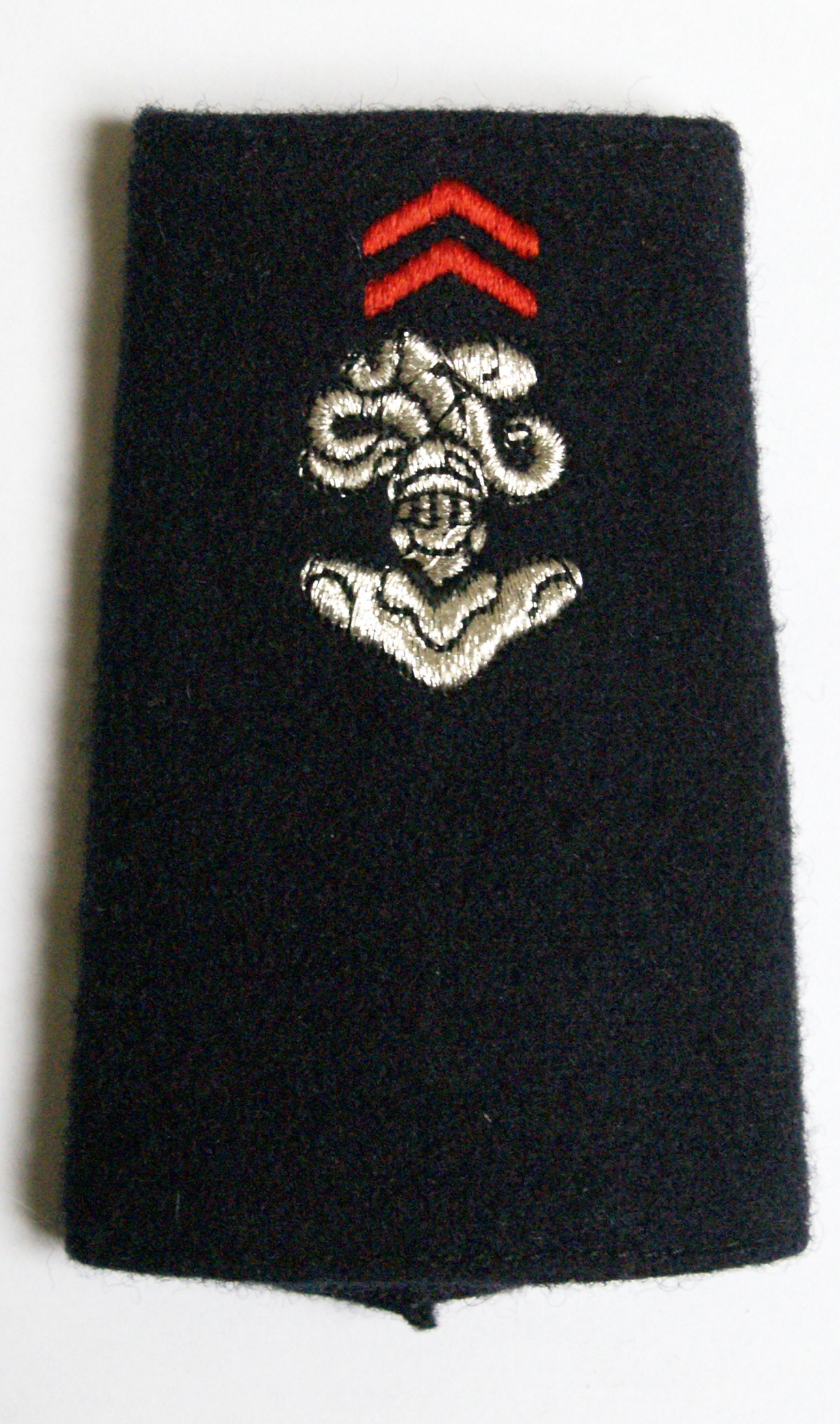
Soldat de 2e classe des cuirassiers.
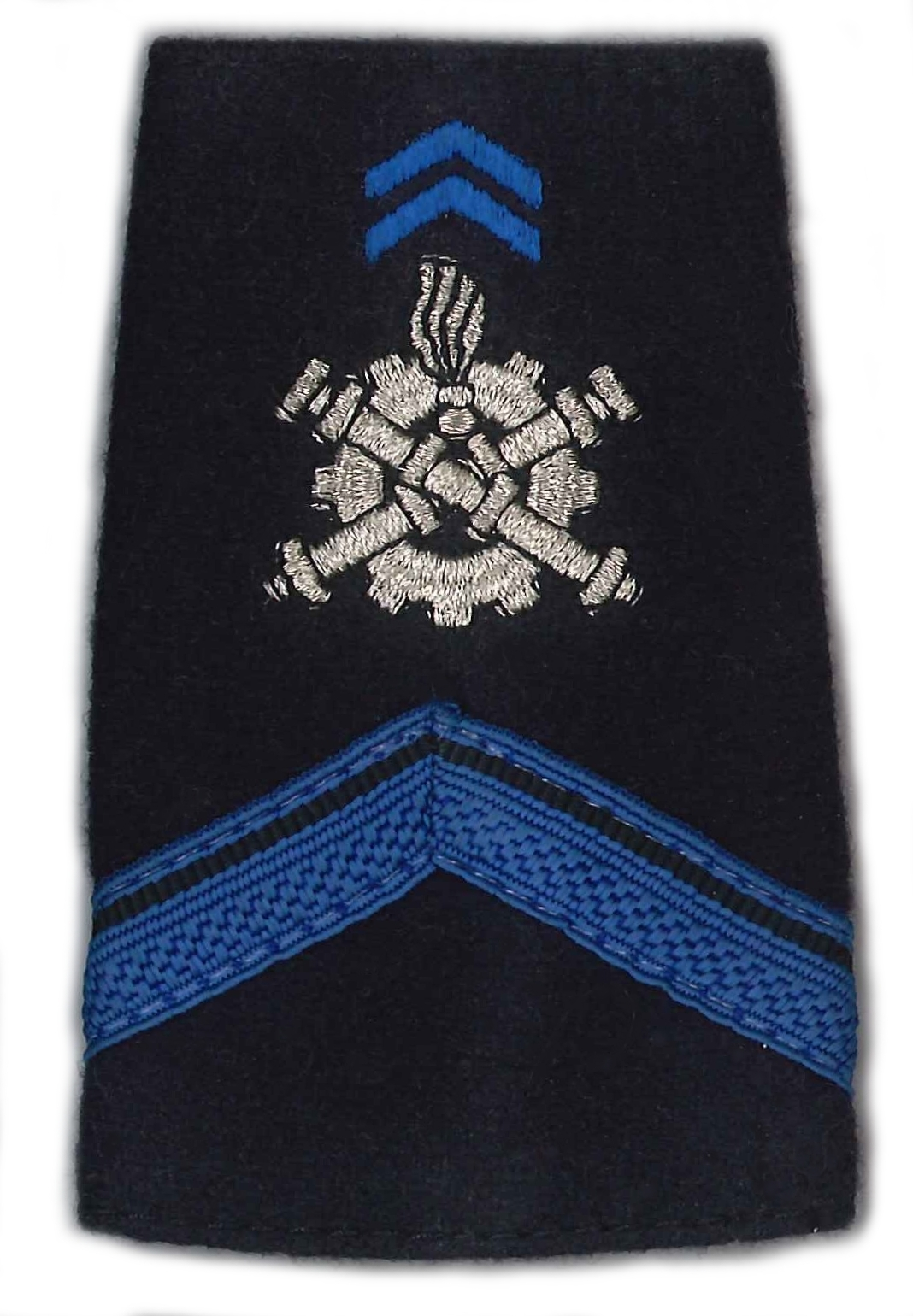
Soldat de 1re classe de l'arme du matériel.
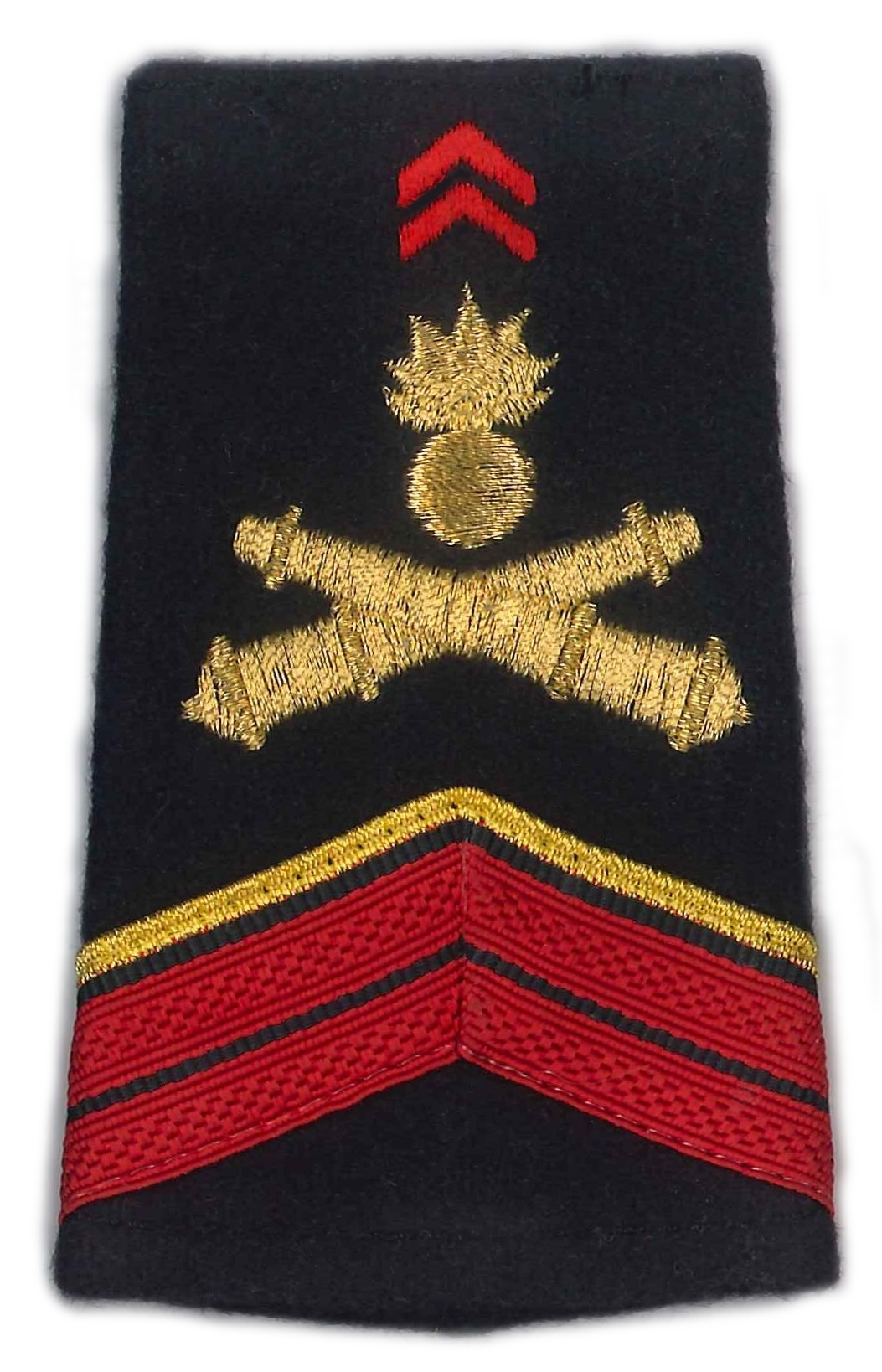
Brigadier du 8e régiment d'artillerie.
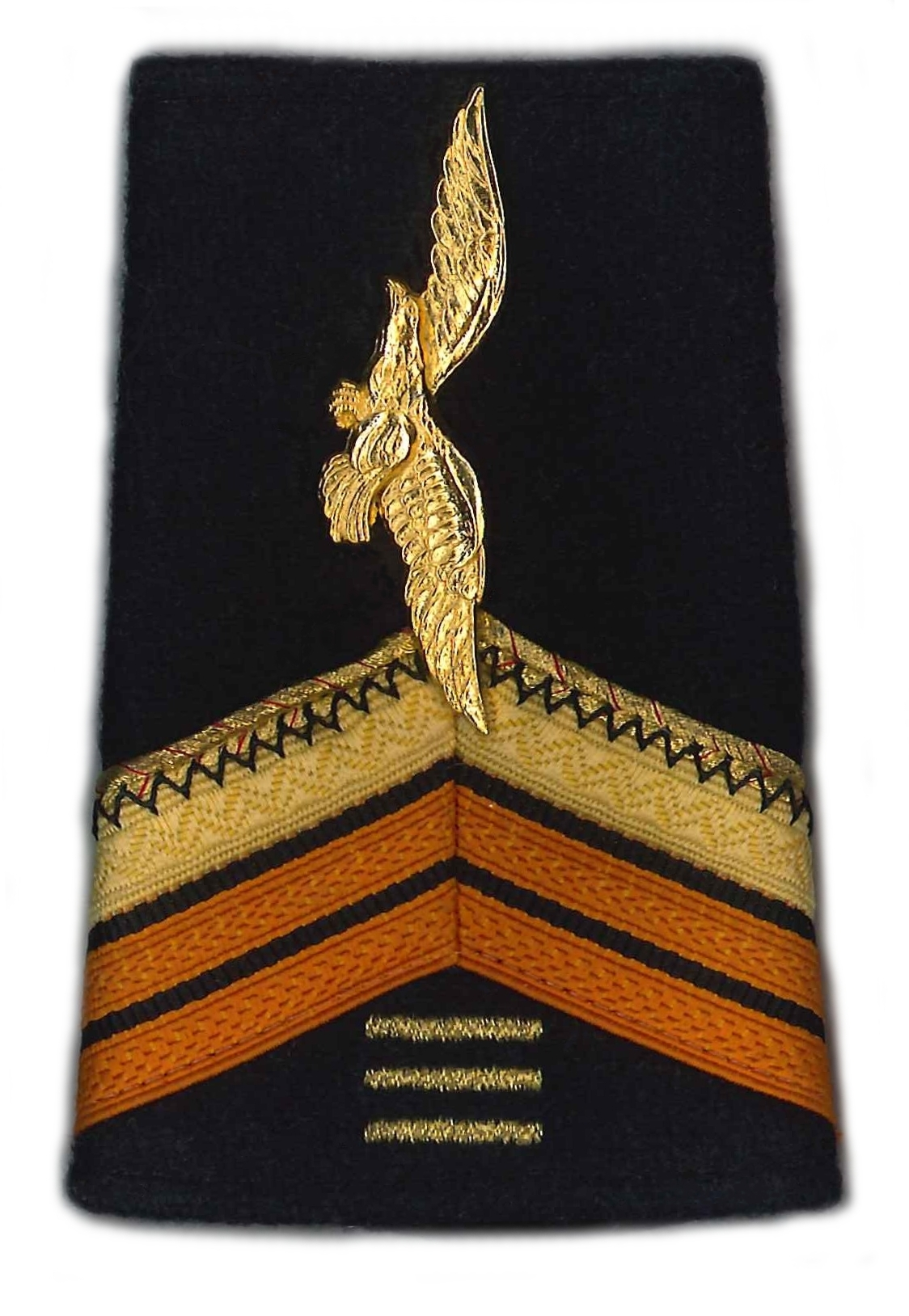
Caporal-chef du 1er RCP avec 3 brisques d'ancienneté[N 6].
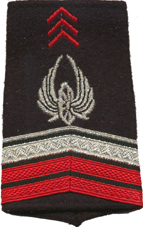
Brigadier-chef de l'arme du train[N 7].
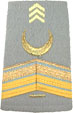
Caporal-chef du 1er régiment de tirailleurs.
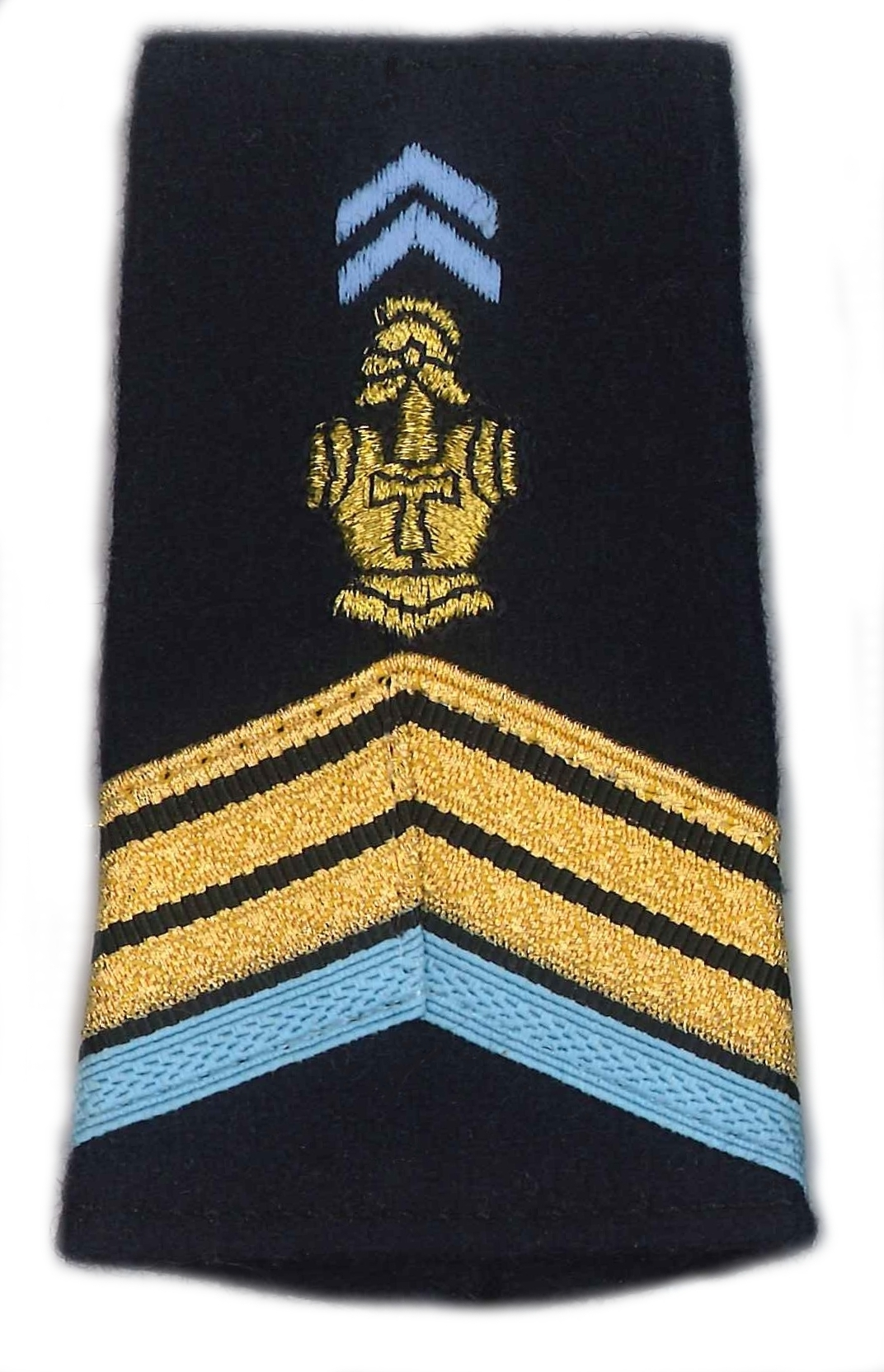
Caporal-chef de 1re classe de l'arme des transmissions.

## Attributs et insignes distinctifs de tradition par armes et services de l'Armée de terre
L'appartenance des militaires de l'armée de terre à une arme, une subdivision d'arme, un service, un corps statutaire, un corps de troupe ou une école est représentée au-dessus des marques de grade sur les fourreaux d'épaule par les attributs distinctifs suivantes, brodées sur drap de couleur :

### Infanterie

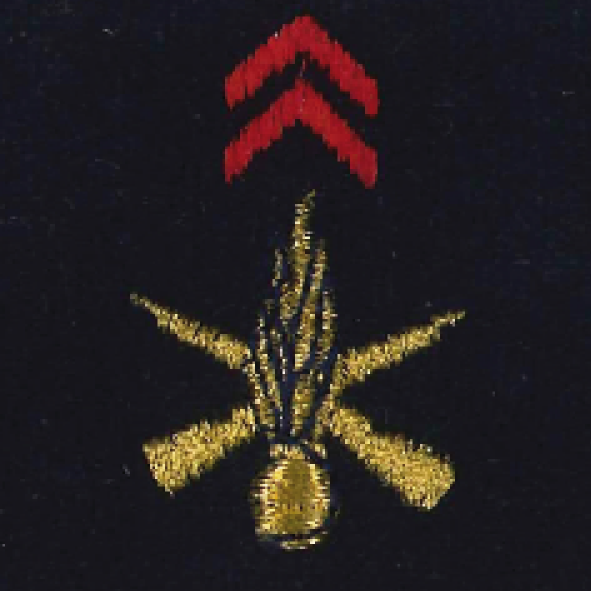
Infanterie
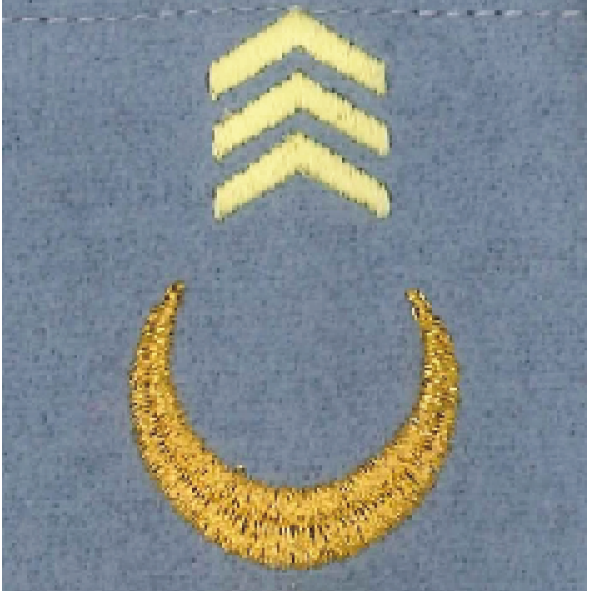
1er régiment de tirailleurs
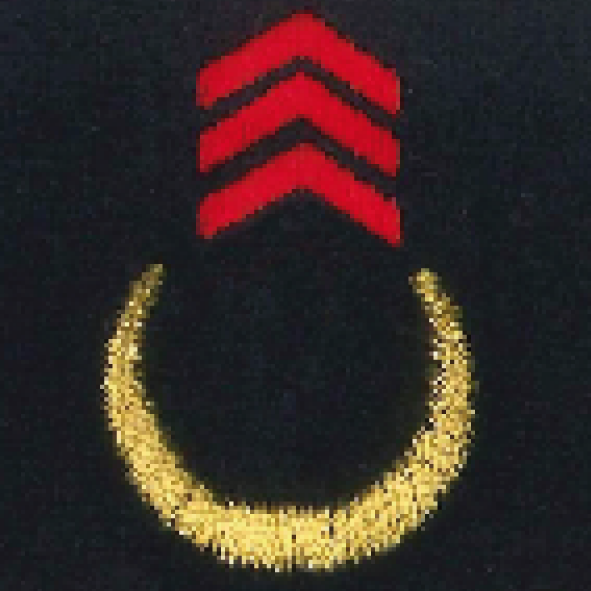
Zouaves[N 8]
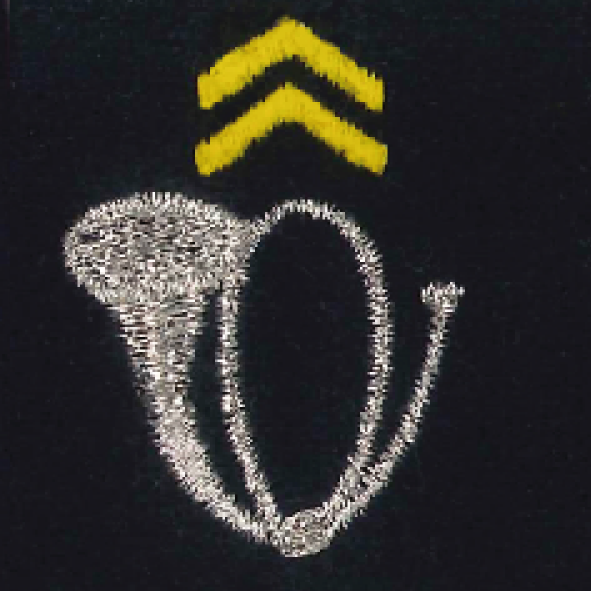
Chasseurs à pieds - chasseurs alpins
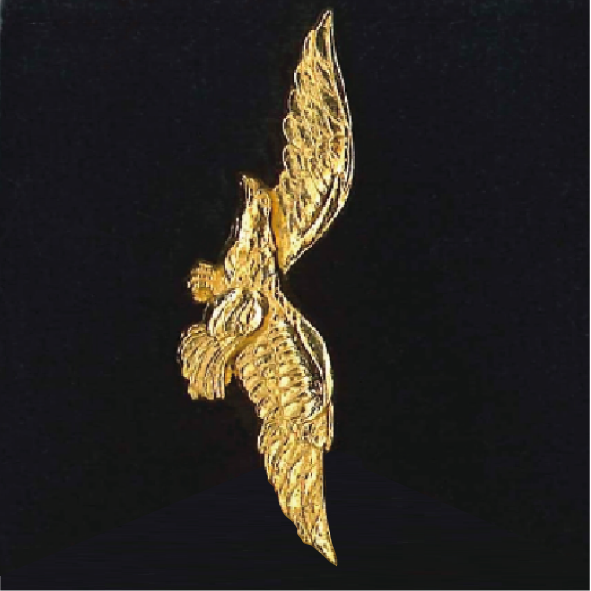
1er régiment de chasseurs parachutistes
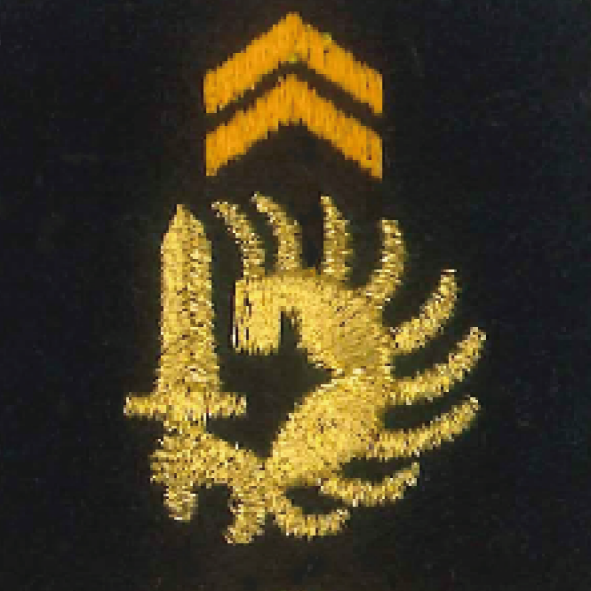
Chasseurs parachutistes, ETAP

### Arme blindée et cavalerie

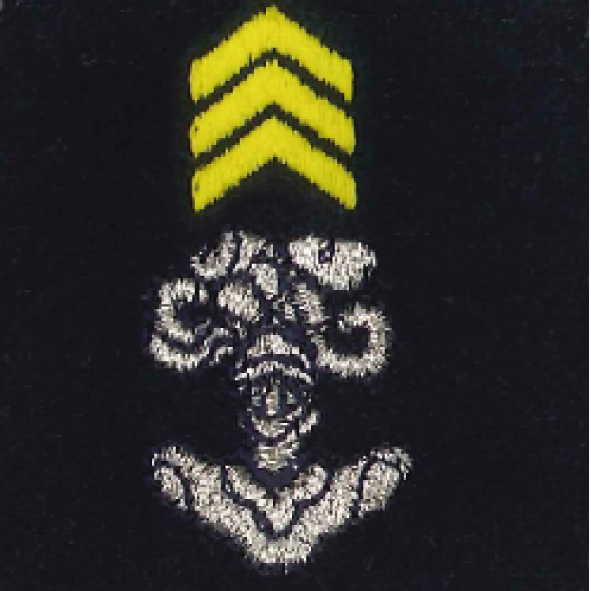
Chasseurs d'Afrique
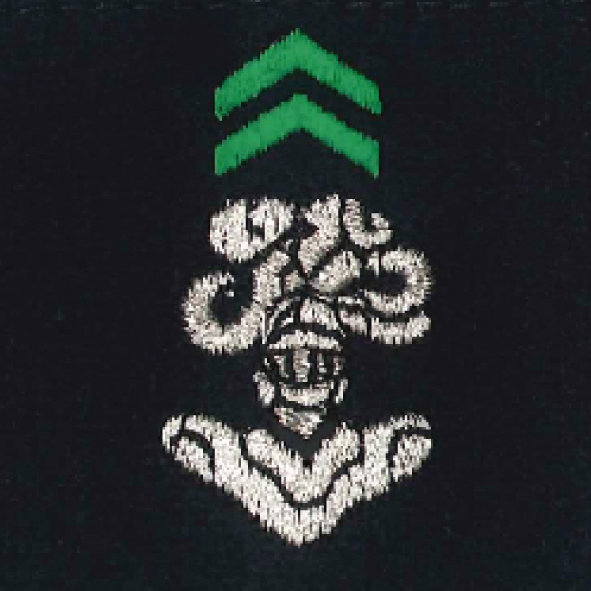
Chasseurs à cheval
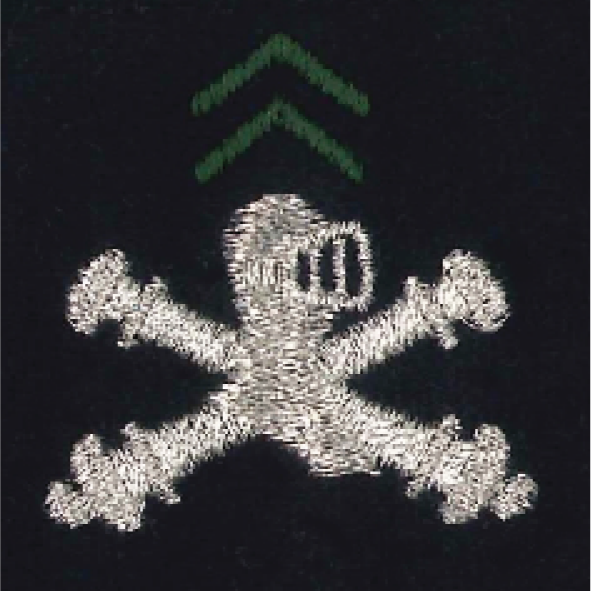
501e régiment de chars de combat
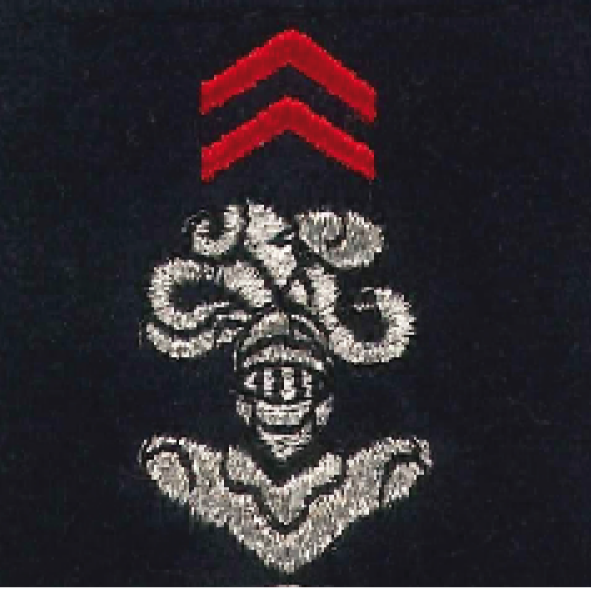
Cuirassiers
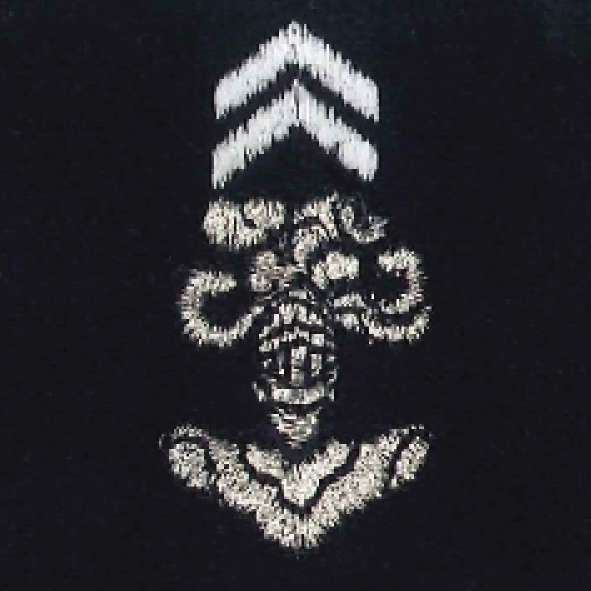
Dragons
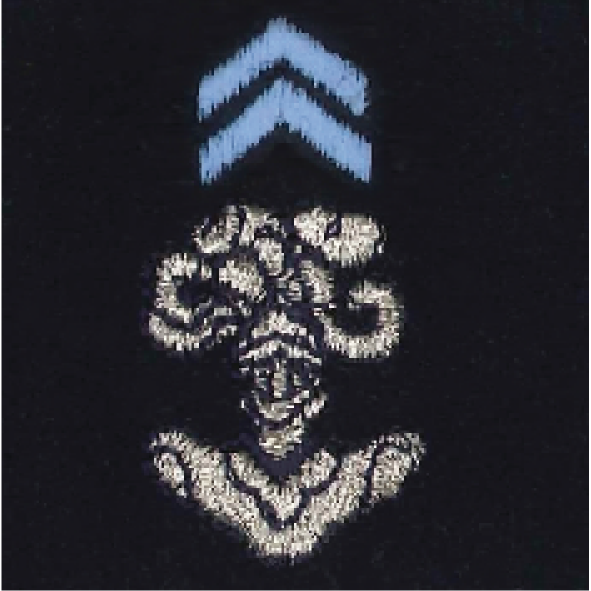
Hussards
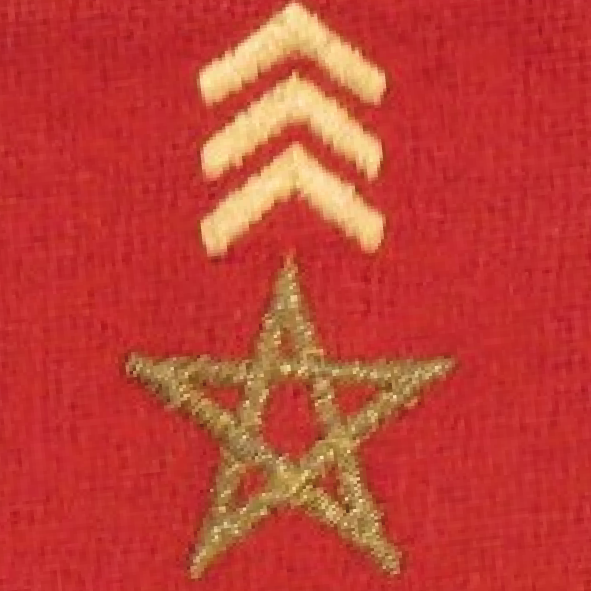
1er régiment de Spahis

### Artillerie

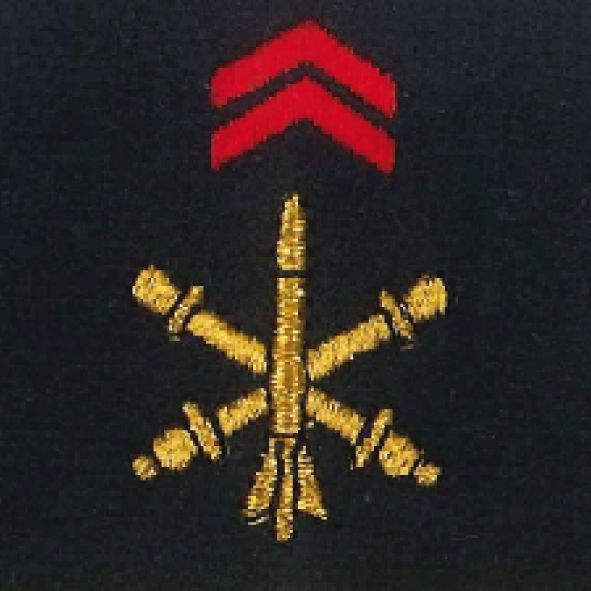
Artillerie
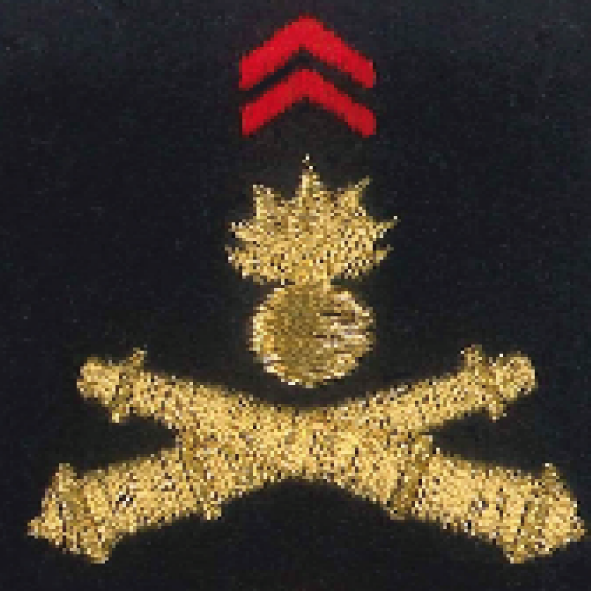
8e régiment d'artillerie[14].
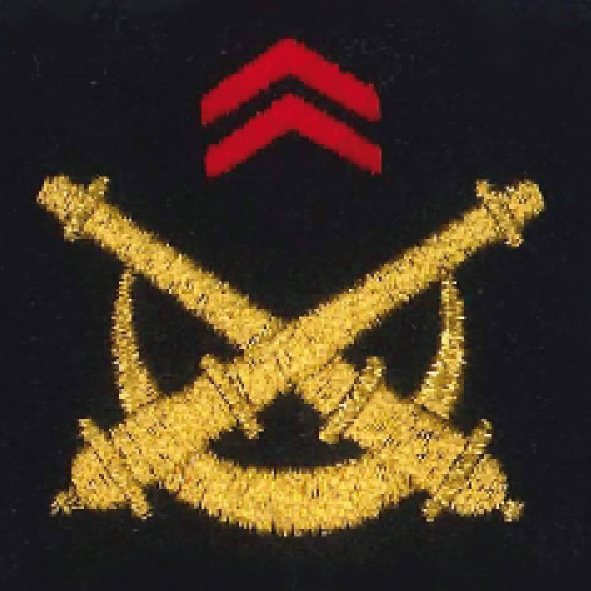
40e et 54e régiments d'artillerie
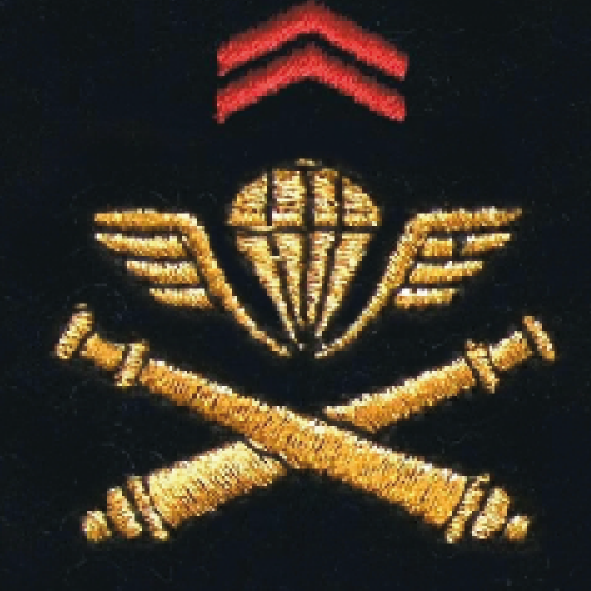
35e régiment d'artillerie parachutiste
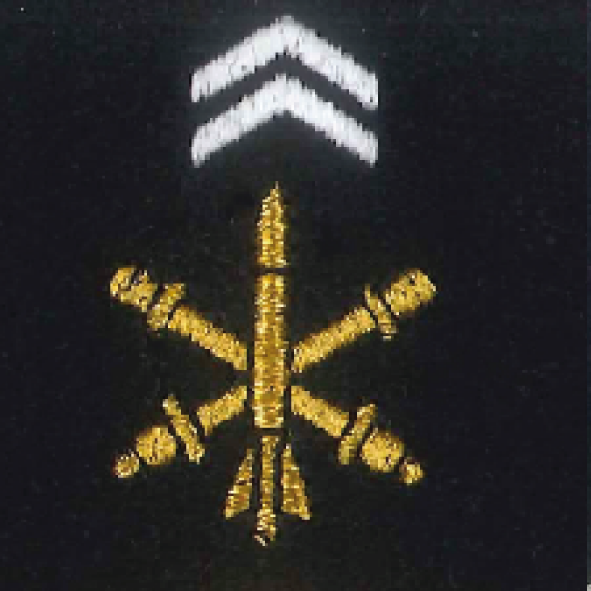
93e régiment d'artillerie de montagne
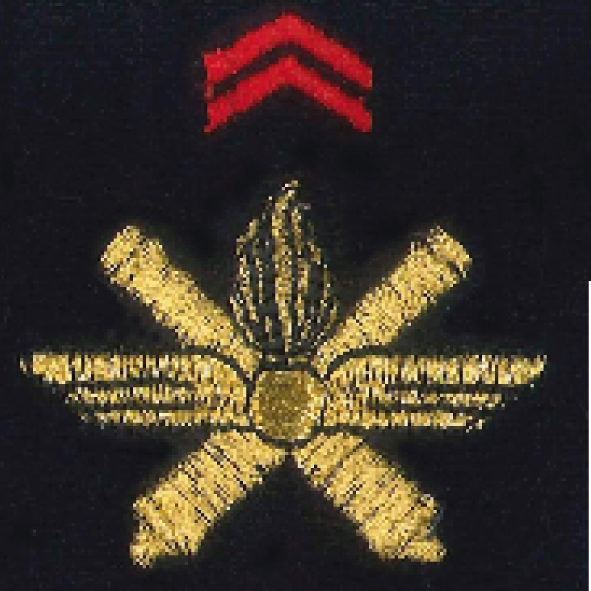
402e régiment d'artillerie (dissous en 2012[15])

### Génie et transmissions

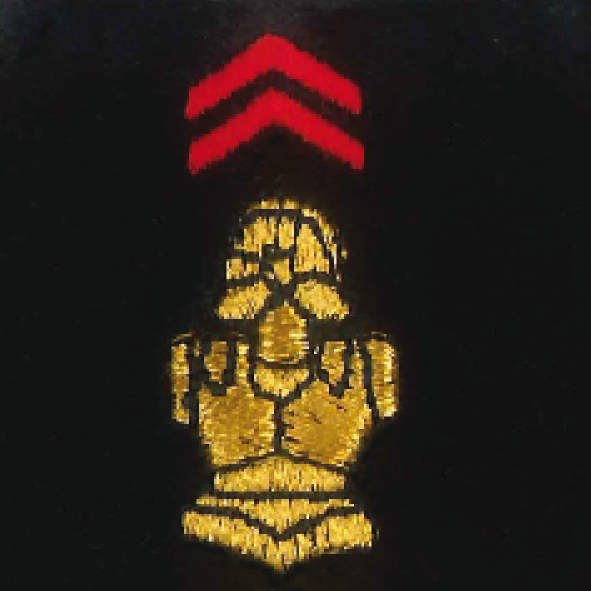
Génie
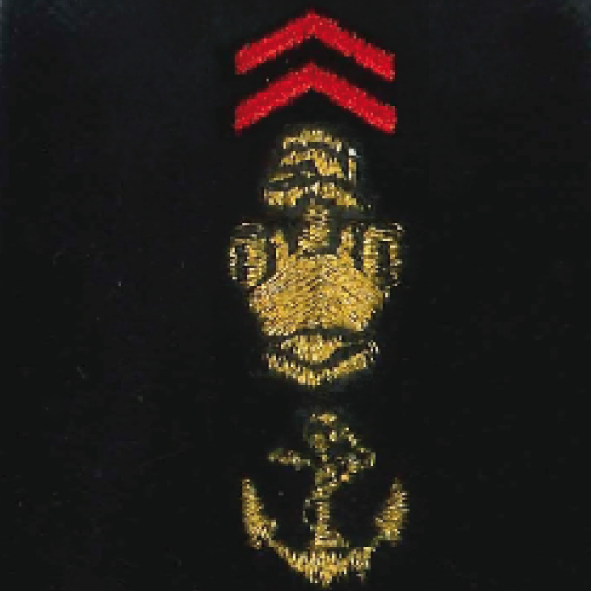
6e régiment du génie
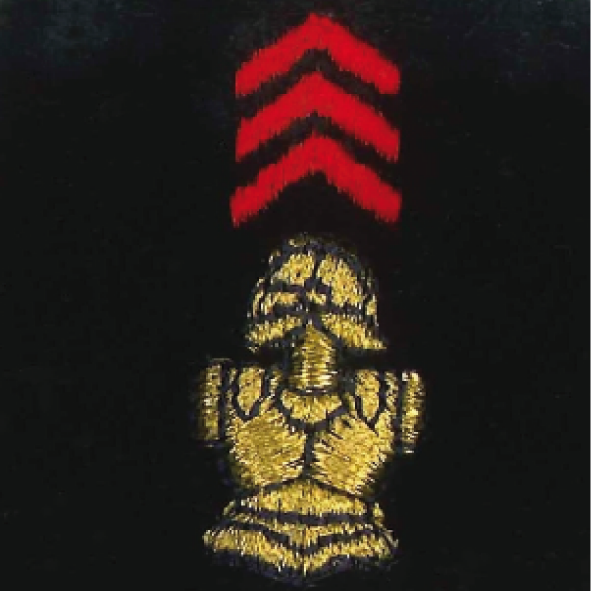
17e régiment du génie parachutiste
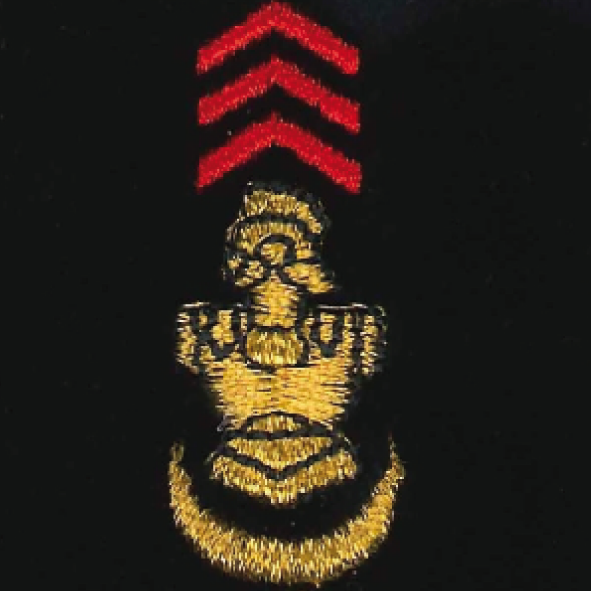
19e régiment du génie
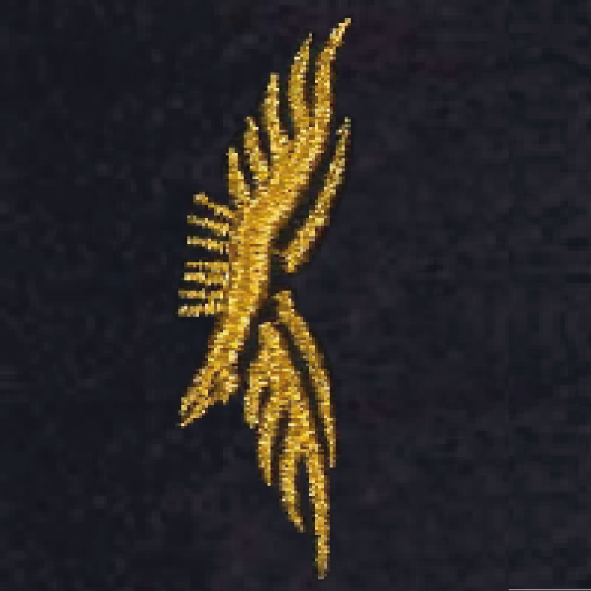
25e régiment du génie de l'air
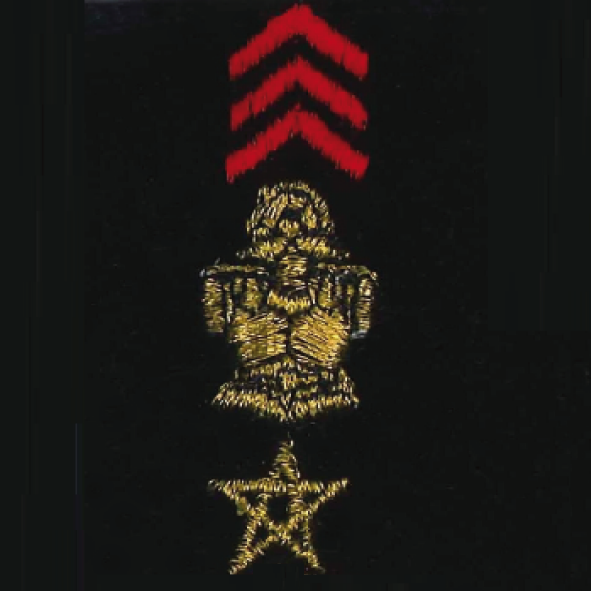
31e régiment du génie
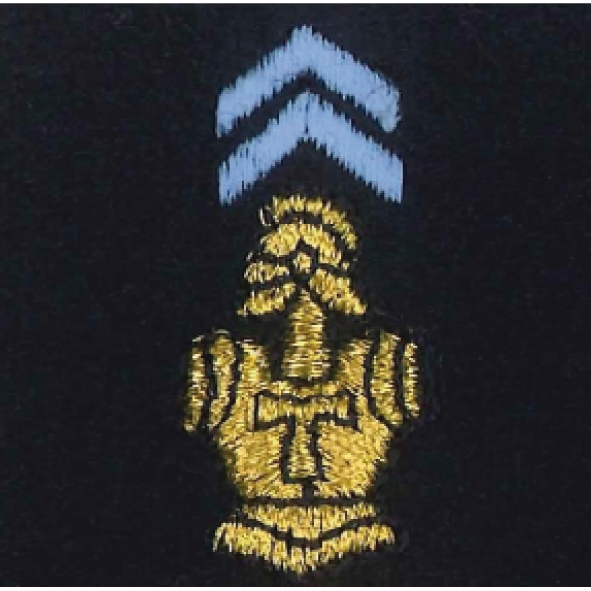
Transmissions
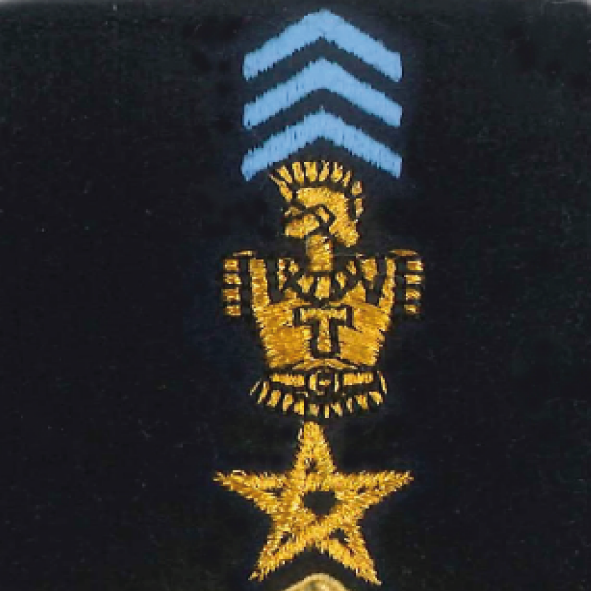
41e régiment de transmissions

### Train et matériel

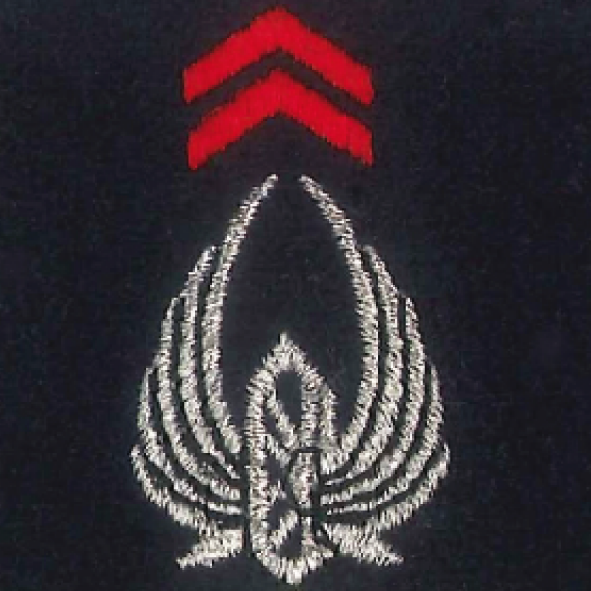
Train
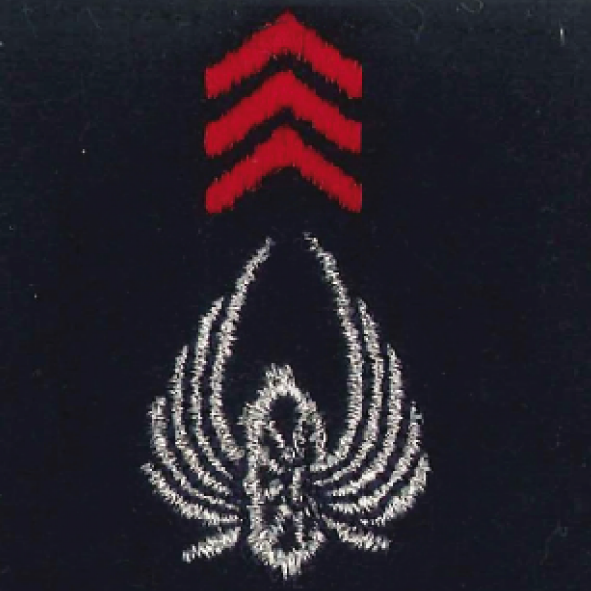
Train - tradition Armée d'Afrique
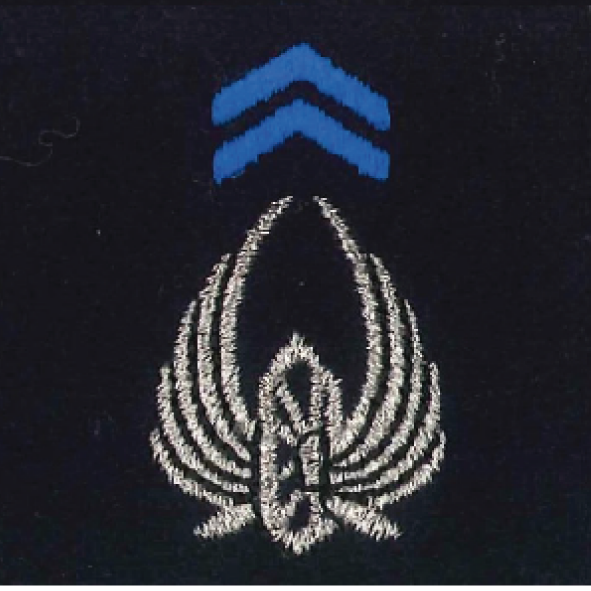
1er régiment du train parachutiste
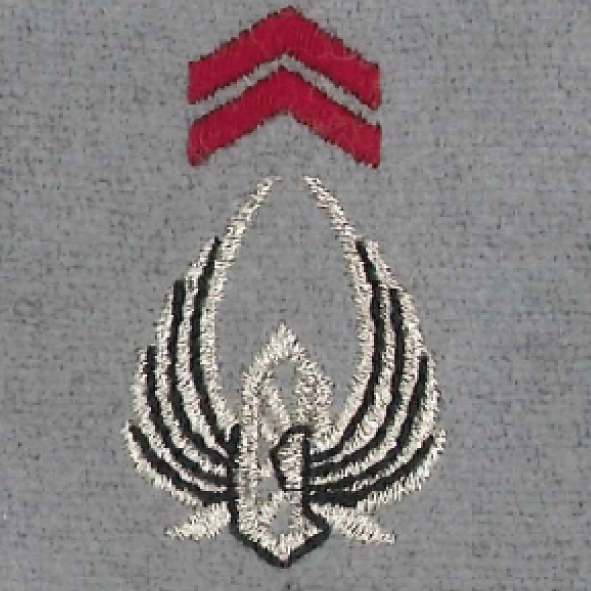
Régiment de soutien du combattant
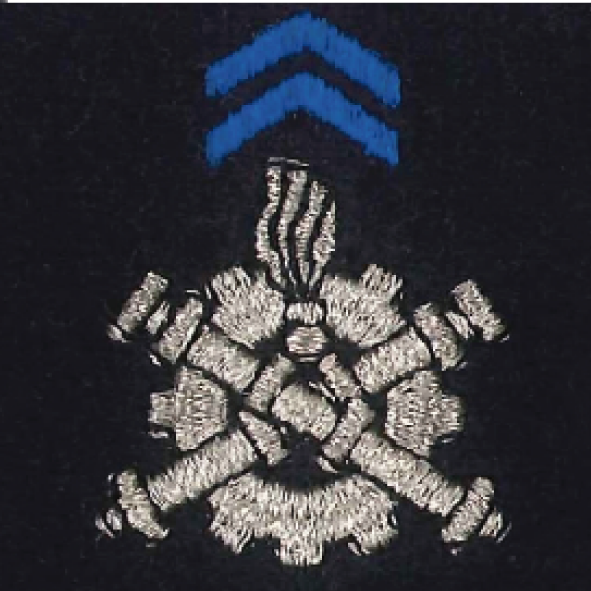
Matériel

### Autres armes, corps et unités

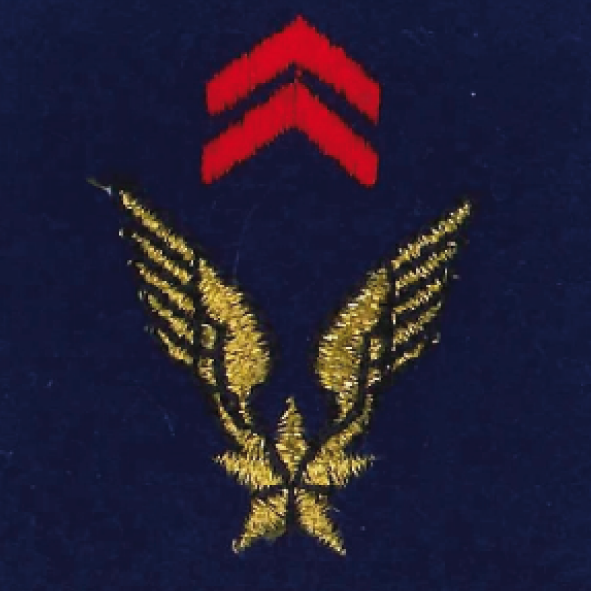
Aviation légère de l'Armée de terre
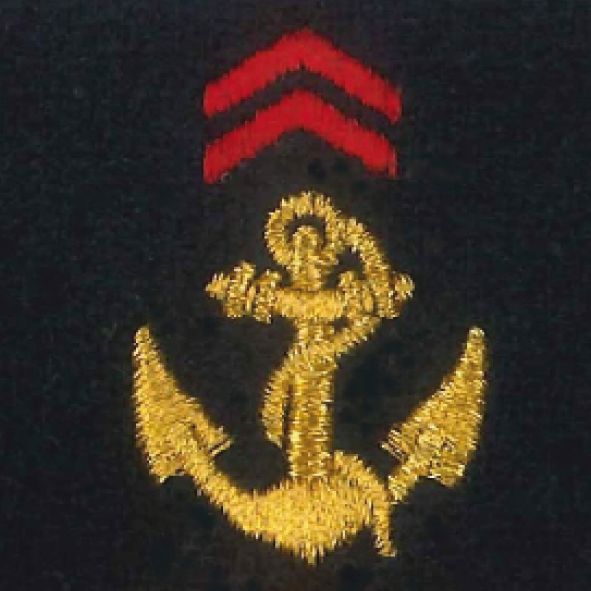
Troupes de marine
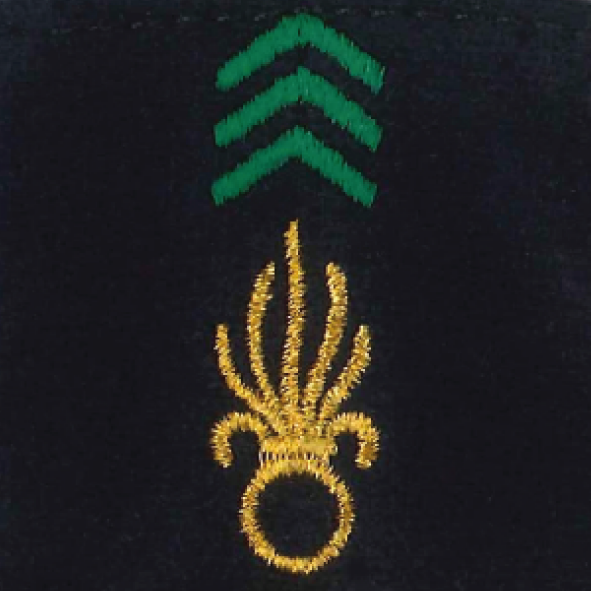
Légion étrangère - Infanterie et génie
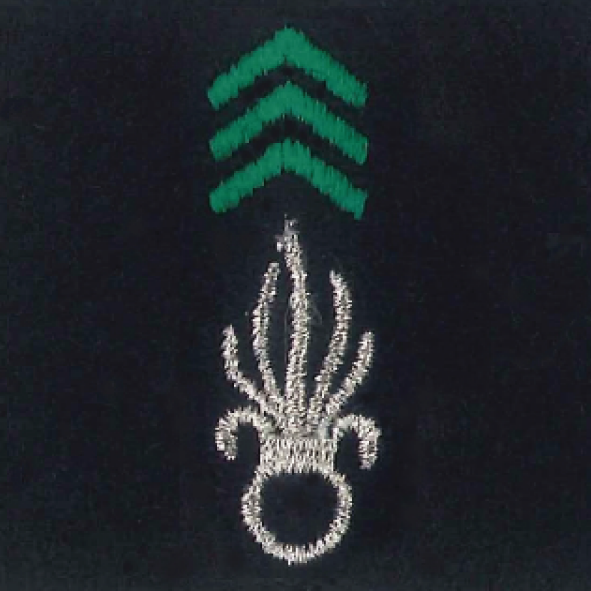
Légion étrangère - Arme blindée cavalerie
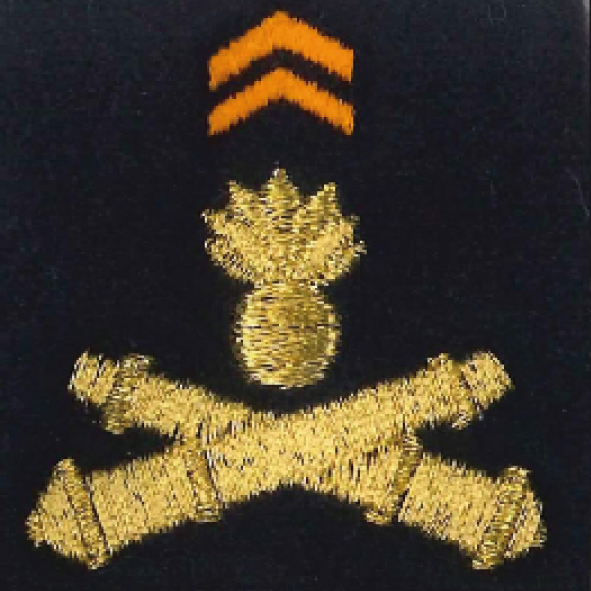
28e groupe géographique
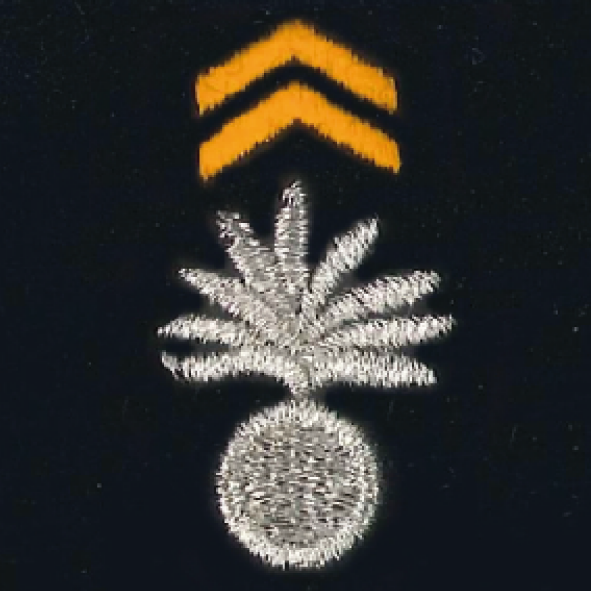
Centre national d'entrainement commando - 1er régiment de choc
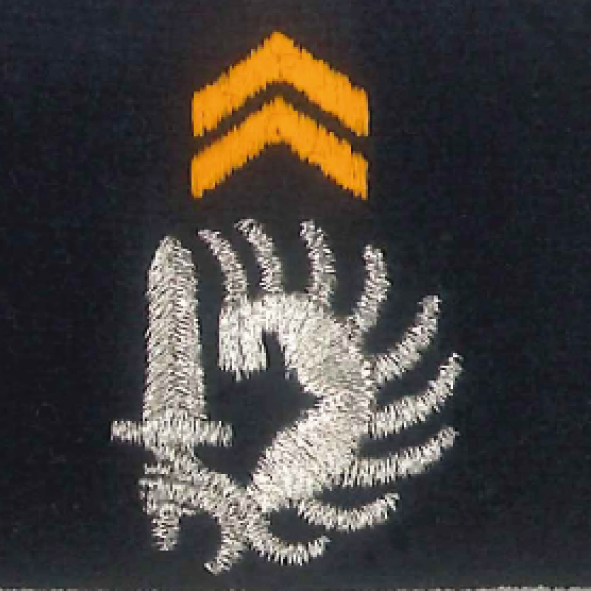
Parachutistes de choc

### Divers

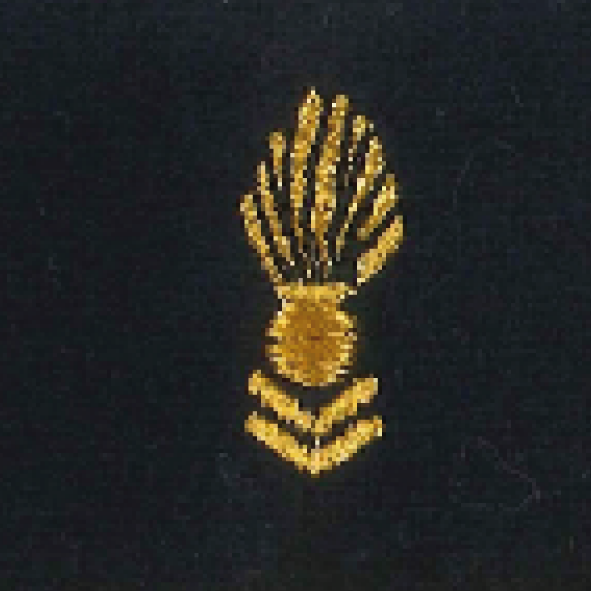
Corps des officiers spécialistes de l'Armée de terre (COSAT/OCTA)
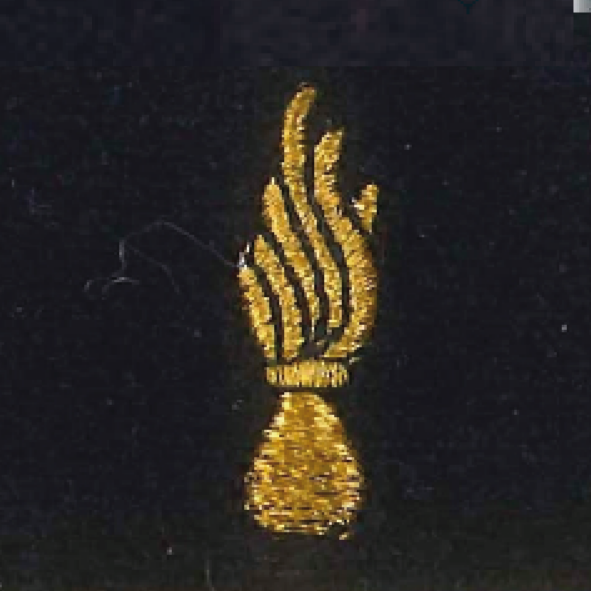
Corps des officiers du cadre spécial et des sous-officiers du groupe de spécialités état-major
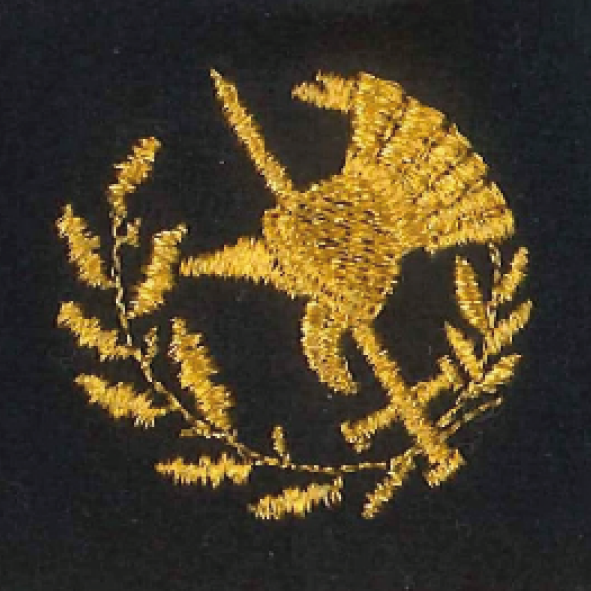
Corps des officiers experts
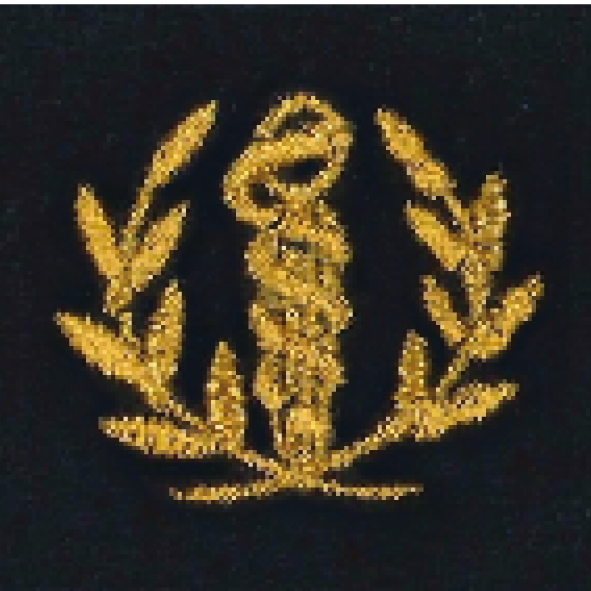
Service de santé des Armées - Régiment médical
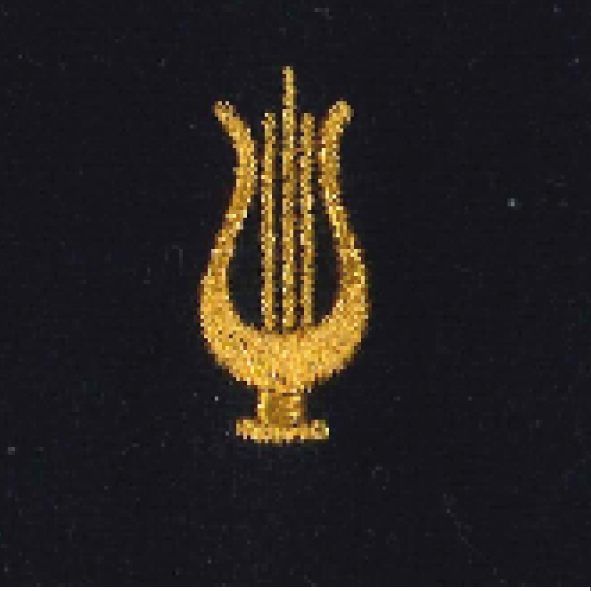
Musique de l'Armée de terre

## Anciens corps

### Commissaires de l'Armée de terre
Depuis le 1er janvier 2013, le corps des commissaires de l'Armée de terre a été supprimé pour être remplacé par les commissaires des armées du Service du commissariat des armées. Leur hiérarchie était la suivante : 

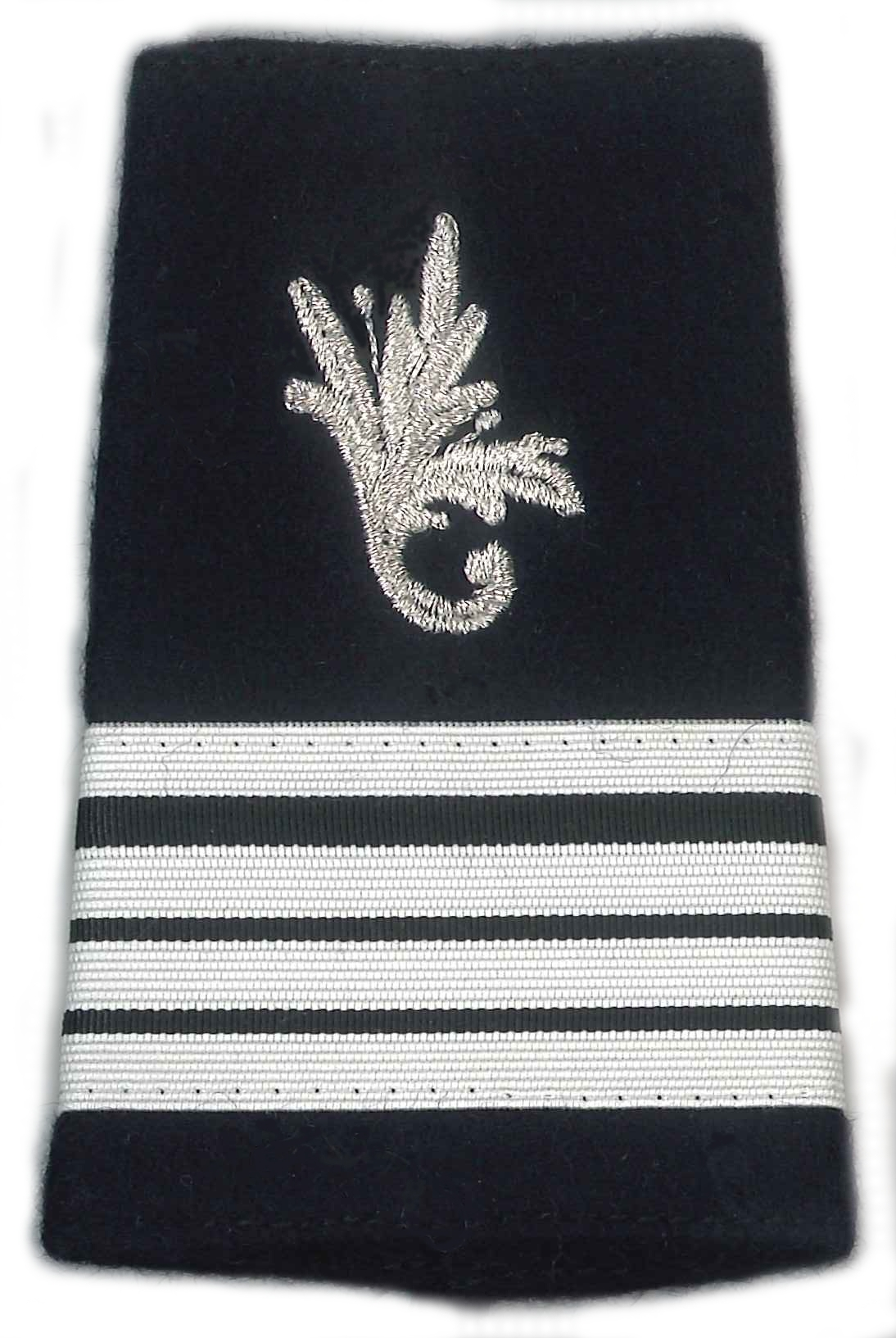
Grade de commissaire commandant de l'Armée de terre.

| Désignation                          | Appellation                          | Insignes |
| ------------------------------------ | ------------------------------------ | -------- |
| Commissaire général de corps d'armée | Monsieur le commissaire général      |          |
| Commissaire général de division      | Monsieur le commissaire général      |          |
| Commissaire général de brigade       | Monsieur le commissaire général      |          |
| Commissaire colonel                  | Monsieur le ou Madame la commissaire |          |
| Commissaire lieutenant-colonel       | Monsieur le ou Madame la commissaire |          |
| Commissaire commandant               | Monsieur le ou Madame la commissaire |          |
| Commissaire capitaine                | Monsieur le ou Madame la commissaire |          |
| Commissaire lieutenant               | Monsieur le ou Madame la commissaire |          |
| Commissaire sous-lieutenant          | Monsieur le ou Madame la commissaire |          |
| Élève commissaire                    | Monsieur le ou Madame la commissaire |          |